# Giurassico
| Periodo                                                                                      | Epoca                | Piano          | Età (Ma)    |
| -------------------------------------------------------------------------------------------- | -------------------- | -------------- | ----------- |
| Cretacico                                                                                    | Cretacico inferiore  | Berriasiano    | Più recente |
| Giurassico                                                                                   | Giurassico superiore | Titoniano      | 149,2 ± 0,7 |
| Giurassico                                                                                   | Giurassico superiore | Kimmeridgiano  | 154,8 ± 0,8 |
| Giurassico                                                                                   | Giurassico superiore | Oxfordiano     | 161,5 ± 1,0 |
| Giurassico                                                                                   | Giurassico medio     | Calloviano     | 165,3 ± 1,1 |
| Giurassico                                                                                   | Giurassico medio     | Bathoniano     | 168,2 ± 1,2 |
| Giurassico                                                                                   | Giurassico medio     | Bajociano      | 170,9 ± 0,8 |
| Giurassico                                                                                   | Giurassico medio     | Aaleniano      | 174,7 ± 0,8 |
| Giurassico                                                                                   | Giurassico inferiore | Toarciano      | 184,2 ± 0,3 |
| Giurassico                                                                                   | Giurassico inferiore | Pliensbachiano | 192,9 ± 0,3 |
| Giurassico                                                                                   | Giurassico inferiore | Sinemuriano    | 199,5 ± 0,3 |
| Giurassico                                                                                   | Giurassico inferiore | Hettangiano    | 201,4 ± 0,3 |
| Triassico                                                                                    | Triassico superiore  | Retico         | Più antico  |
| Suddivisione del Giurassico secondo la Commissione internazionale di stratigrafia dell'IUGS. |                      |                |             |

Nella scala dei tempi geologici il Giurassico, detto anche Giurese o Jurassico (termini desueti) è il periodo intermedio dell'era mesozoica.
Questo periodo inizia alla comparsa dell'ammonite Psiloceras planorbis e termina in corrispondenza della comparsa dell'ammonite Berriasiella jacobi.
Il Periodo Giurassico si estende da 201,4 ± 0,3 a 143,1 ± 0.6 milioni di anni fa (Ma), ovvero dalla fine del Triassico all'inizio del Cretaceo. Come per altri periodi geologici, i substrati che definiscono l'inizio e la fine del periodo sono ben identificati, ma le date precise hanno un'incertezza compresa tra 5 e 10 milioni di anni. Il Giurassico costituisce il periodo mediano dell'era mesozoica.
L'inizio del periodo è marcato dalla grande estinzione di massa del periodo Triassico-Giurassico.

## Etimologia
Il nome deriva dalle montagne del Giura (nome conferito da Alexandre Brongniart), in riferimento agli estesi calcari affioranti sul confine tra Francia, Germania e Svizzera. Alexander von Humboldt notò che questi calcari non erano inclusi nel sistema stratigrafico definito da Abraham Gottlob Werner e li chiamò “Jurakalk” nel 1795. La parola "Jura" deriva a sua volta dalla radice celtica jor (latinizzata in Juria), che significa foresta in riferimento al fatto che le montagne erano coperte di boschi.

## Suddivisione

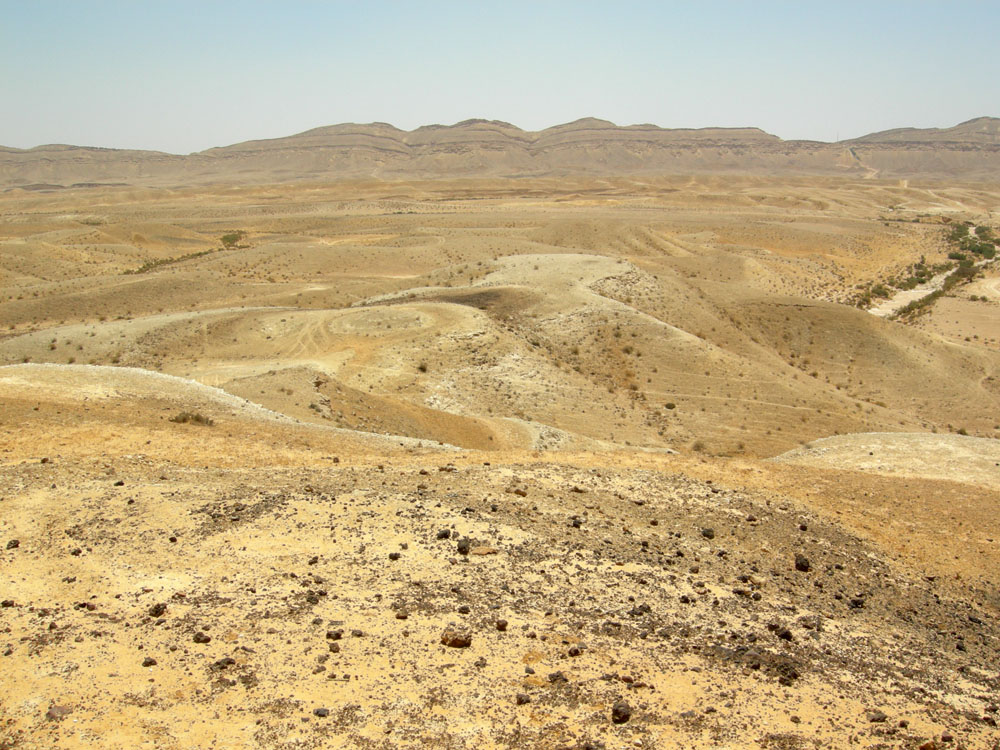
Calcari e marne giurassiche (Formazione Matmor) nell'Israele meridionale.

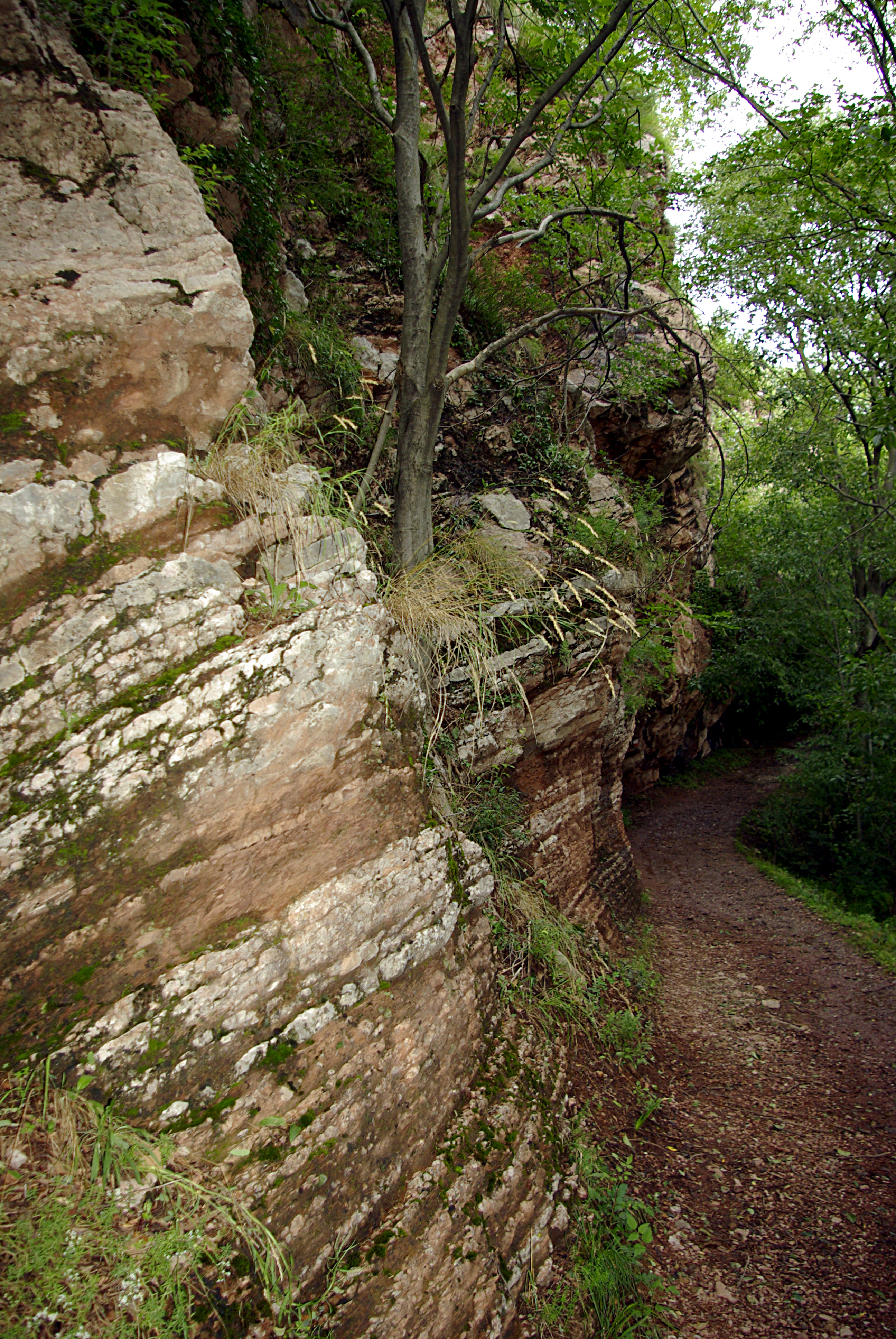
Affioramento di Rosso Ammonitico in assetto a reggipoggio (Canzo)

Il periodo di tempo del Giurassico è solitamente stratigraficamente diviso in 3 epoche: inferiore, medio, e superiore, che nell'ambito della geologia europea vengono anche indicate rispettivamente come Lias, Dogger e Malm. Questa terminologia è utilizzata più spesso nella nomenclatura anglosassone facendo riferimento ai tempi cronologici.
La Commissione Internazionale di Stratigrafia riconosce tre epoche e undici piani per il Giurassico, ordinati dal più recente al più antico secondo il seguente schema:
| Giurassico superiore |                                |
| Titoniano            | (149,2 ± 0,7 - 143,1 ± 0,6 Ma) |
| Kimmeridgiano        | (154,8 ± 0,8 - 189,2 ± 0,7 Ma) |
| Oxfordiano           | (161,5 ± 1,0 - 154,8 ± 0,8 Ma) |
| Giurassico medio     |                                |
| Calloviano           | (165,3 ± 1,1 - 161,5 ± 1,0 Ma) |
| Bathoniano           | (168,2 ± 1,2 - 165,3 ± 1,1 Ma) |
| Bajociano            | (170,9 ± 0,8 - 168,2 ± 1,2 Ma) |
| Aaleniano            | (174,7 ± 0,8 - 170,9 ± 0,8 Ma) |
| Giurassico inferiore |                                |
| Toarciano            | (184,2 ± 0,3 - 174,7 ± 0,8 Ma) |
| Pliensbachiano       | (192,9 ± 0,3 - 184,2 ± 0,3 Ma) |
| Sinemuriano          | (199,5 ± 0,3 - 192,9 ± 0,3 Ma) |
| Hettangiano          | (201,4 ± 0,3 - 199,5 ± 0,3 Ma) |

## Definizioni stratigrafiche e GSSP
La base del Giurassico coincide con quella del Giurassico inferiore e del suo primo piano, l'Hettangiano, ed è definita dalla prima comparsa negli orizzonti stratigrafici dei fossili di ammonite della specie Psiloceras spelae, del genere Psiloceras, ben al di sopra della netta escursione negativa dell'isotopo del carbonio.

### GSSP
Il GSSP, il profilo stratigrafico di riferimento della Commissione Internazionale di Stratigrafia, è stato ratificato nel 2010 in una sezione a Kuhjoch, nel Tirolo Austriaco (coordinate: 47.4839ºN, 11.5306ºE).

## Paleogeografia
Durante il Primo Giurassico, il supercontinente della Pangea si divise in un supercontinente del nord, la Laurasia ed uno del sud, la Gondwana; il Golfo del Messico si aprì nella nuova spaccatura tra Nord America e quella che ora è la penisola dello Yucatan del Messico. Il Nord dell'Atlantico era relativamente ristretto, mentre l'Atlantico del sud non si aprì fino al successivo Periodo Cretaceo, in cui la Gondwana stessa si divise. Il Mare Tetide si chiuse, e la conca del Neotetide apparve. I climi erano caldi, senza nessun segno di ghiacciai. Come nel Triassico, non c'era apparentemente nessuna terra vicina ai poli, e non esisteva alcuna calotta polare estesa.
Le registrazioni geologiche del Giurassico sono buone nell'Europa occidentale, dove estese sequenze marine indicano un tempo in cui gran parte del continente era sommersa sotto mari tropicali; tra i luoghi famosi ricordiamo località facenti parte dei Patrimoni dell'umanità: la Costa Giurassica e la rinomata lagerstätte tardo giurassica di Holzmaden e Solnhofen. Al contrario, il Giurassico del Nord America è il più povero di registrazioni di tutto il Mesozoico, con pochi affioramenti alla superficie. Benché, ciò che in inglese viene definito “Sundance sea”, ovvero un Mare epicontinentale abbia lasciato depositi marini in parti dei piani del nord degli Stati Uniti d'America e Canada durante il tardo Giurassico, i sedimenti più esposti provenienti da tale periodo sono continentali, come i depositi alluvionali della Formazione Morrison.
La prima di molte massicce batoliti era collocata nella Cordigliera cominciando nel Giurassico Medio, e marcando l'orogenesi del Nevada. Importanti affioramenti giurassici si trovano anche in Russia, India, Sud America, Giappone, Australasia, e nel Regno Unito.

## Fauna

### Acquatica e marina

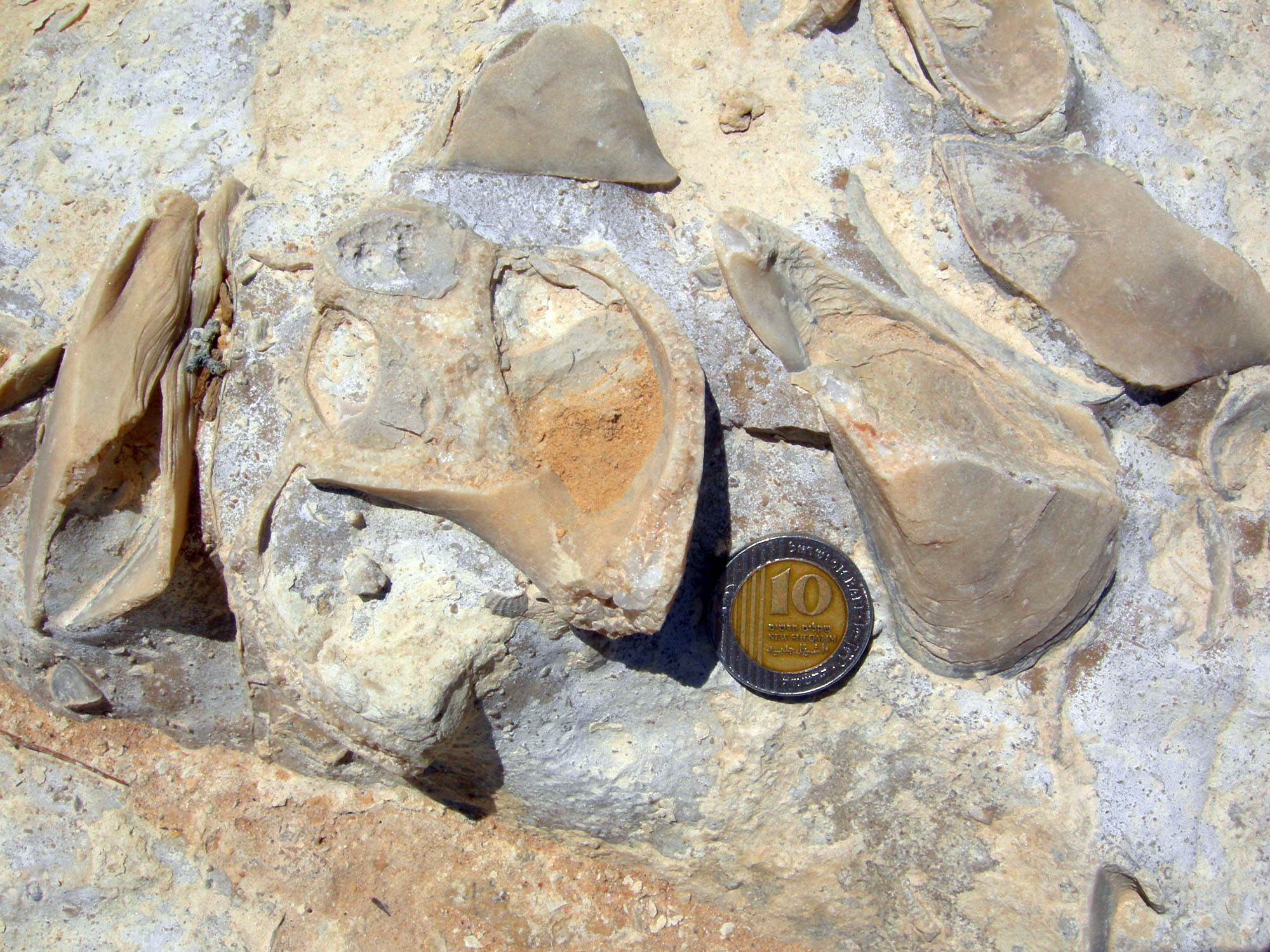
Gasteropode con attaccati mitili bivalvi su un deposito calcareo giurassico nell'Israele meridionale.

Durante il Giurassico, le 'più alte' forme di vita viventi nel mare erano pesci e rettili marini. Questi ultimi includevano ittiosauri, plesiosauri e coccodrilli marini, delle famiglie delle Teleosauridae e Metriorhynchidae.
Nel mondo degli invertebrati, apparvero diversi nuovi gruppi accanto ad altri già presenti che conoscono una nuova espansione:
- foraminiferi planctonici e calpionellidi, organismi unicellulari planctonici marini di grande rilevanza stratigrafica, che compaiono nel Giurassico Superiore;
- rudiste, una varietà di bivalvi di ambiente di piattaforma carbonatica, comparsi nel Giurassico Superiore, che formavano vere e proprie scogliere bio-costruite;
- brachiopodi dei gruppi terebratulida e dei rhynchonellida.
- ammoniti, cefalopodi ectococleati (a conchiglia esterna); sono particolarmente comuni e ben differenziate, formando 62 biozone.
- belemniti, cefalopodi endococleati (a conchiglia interna); compaiono nel Giurassico Inferiore e divengono rapidamente tra i più diffusi predatori delle acque marine superficiali.

Il Giurassico presenta diverse comunità incrostanti e perforanti (sclerobionti). Presenta anche una significativa crescita della bioerosione delle conchiglie carbonatiche e dei suoli duri. È particolarmente comune l'icnogenere Gastrochaenoliti.

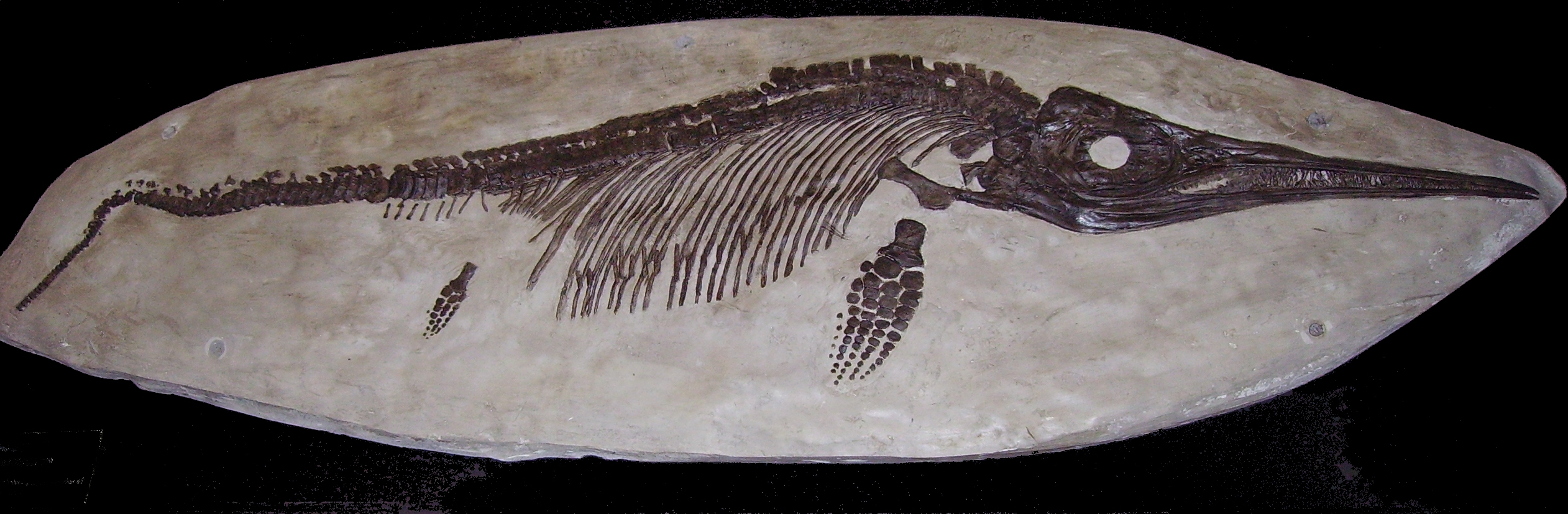
Ichthyosaurus (Ichthyosauria)
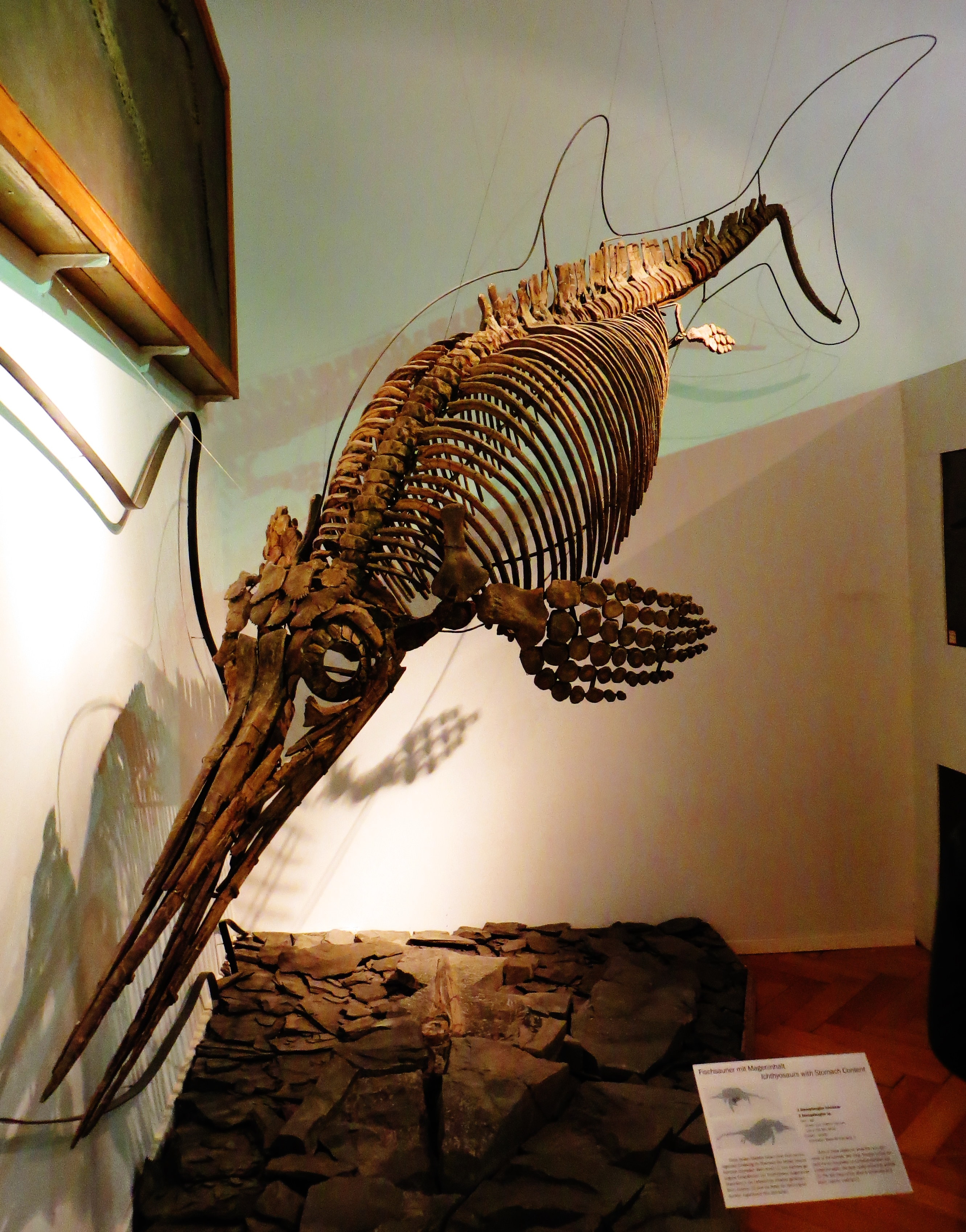
Ophthalmosaurus (Ichthyosauria)
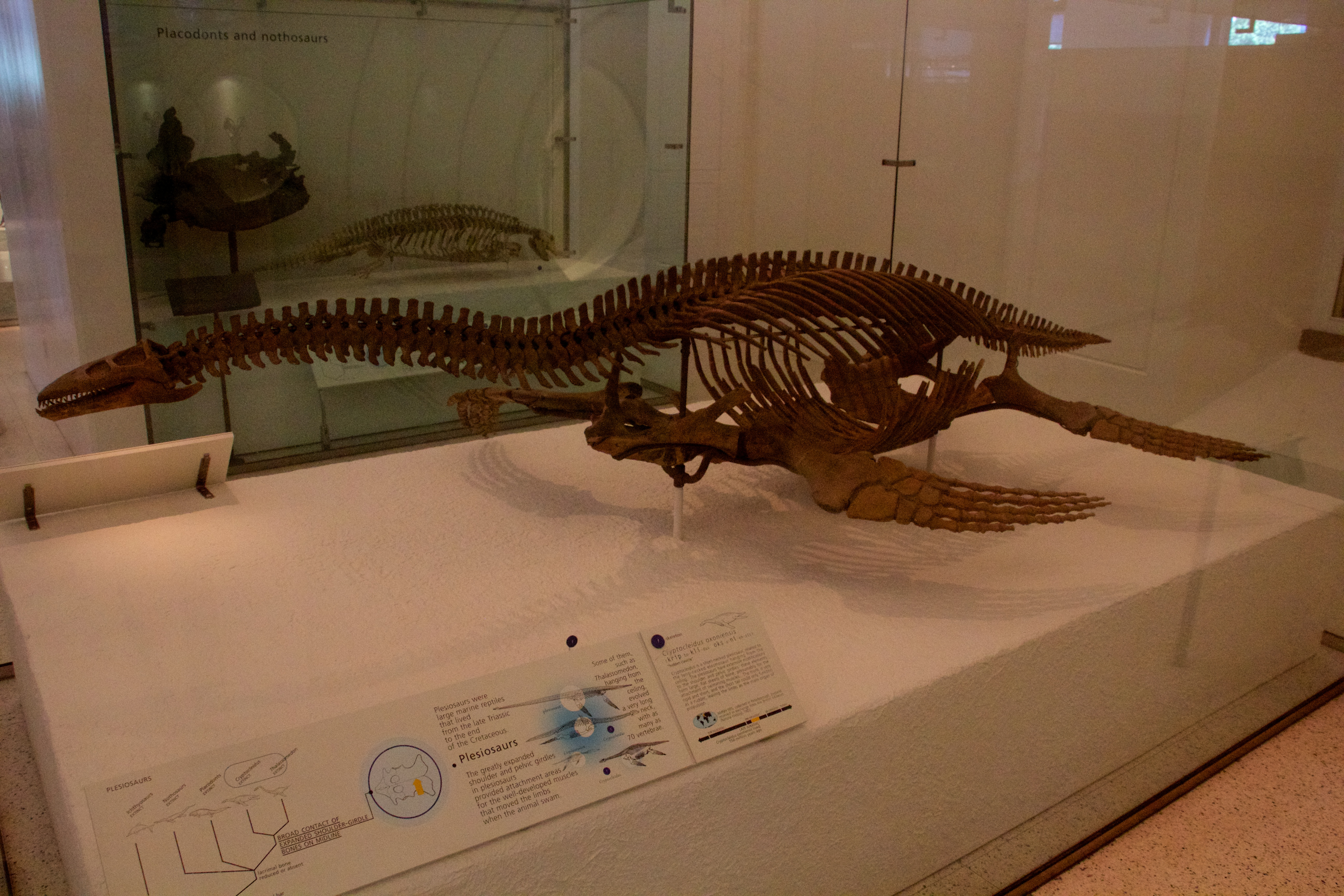
Plesiosaurus (Plesiosauria)
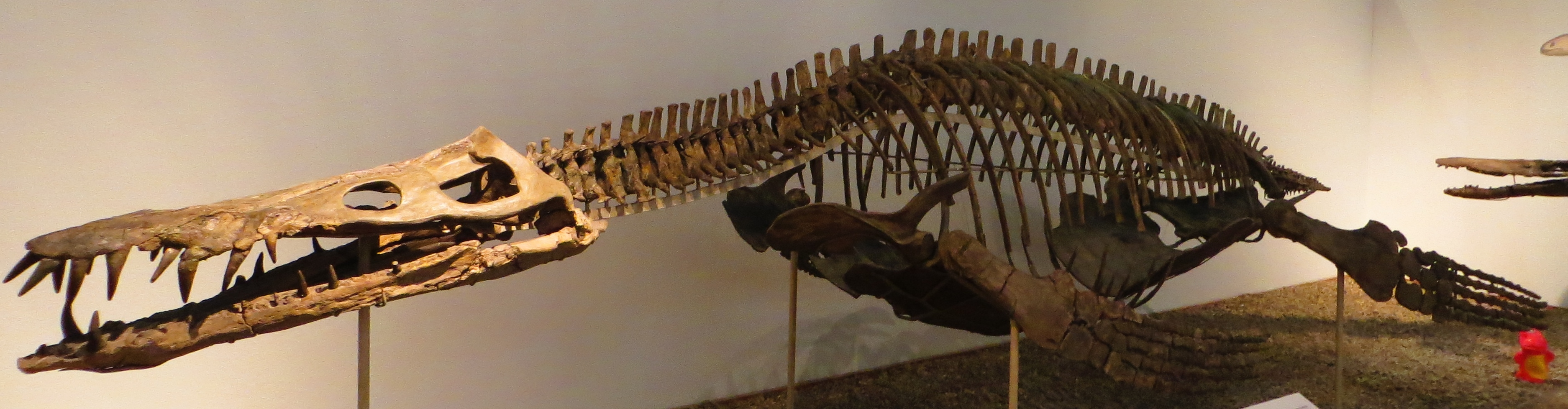
Liopleurodon (Plesiosauria)
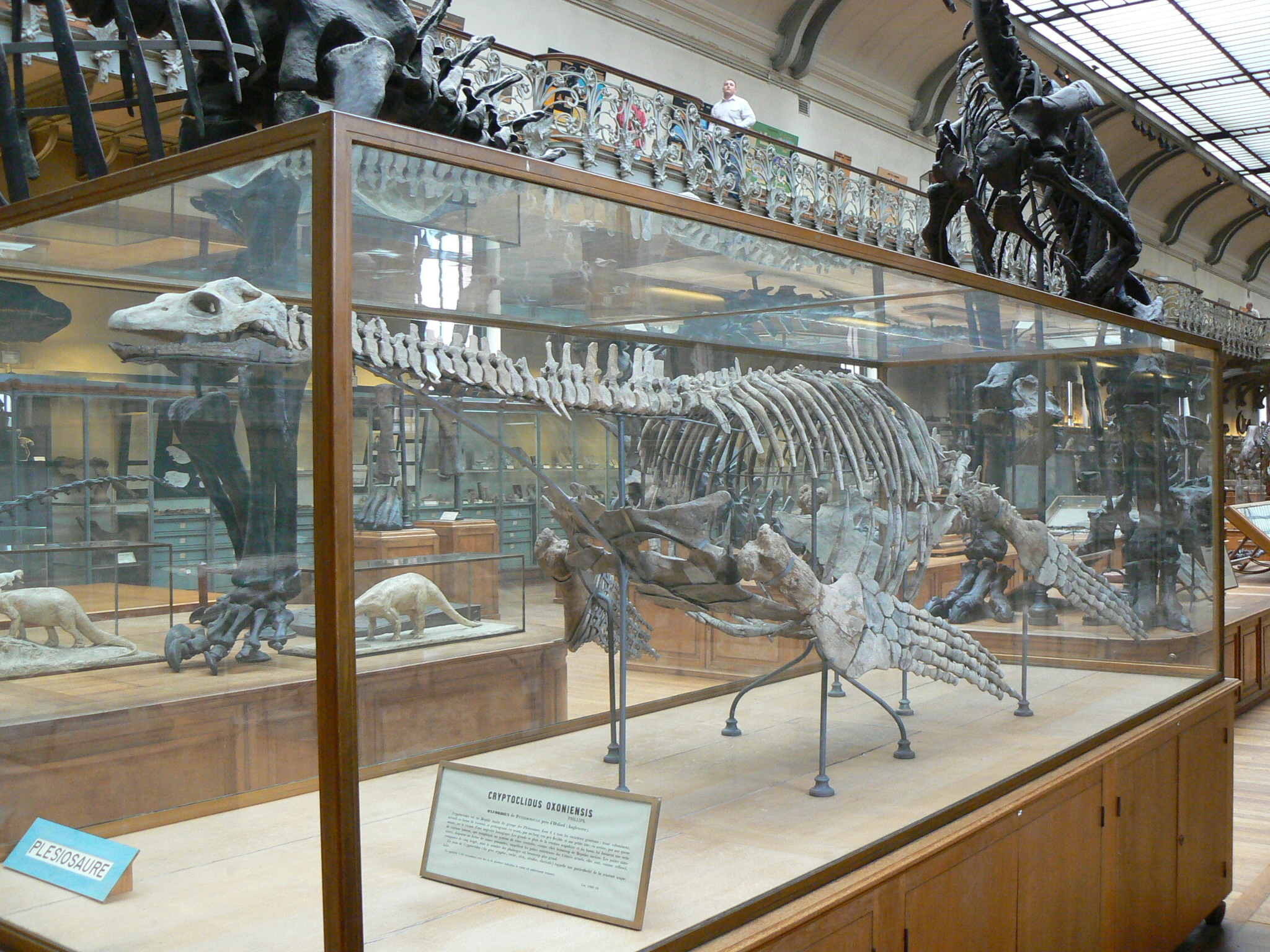
Cryptoclidus (Plesiosauria)
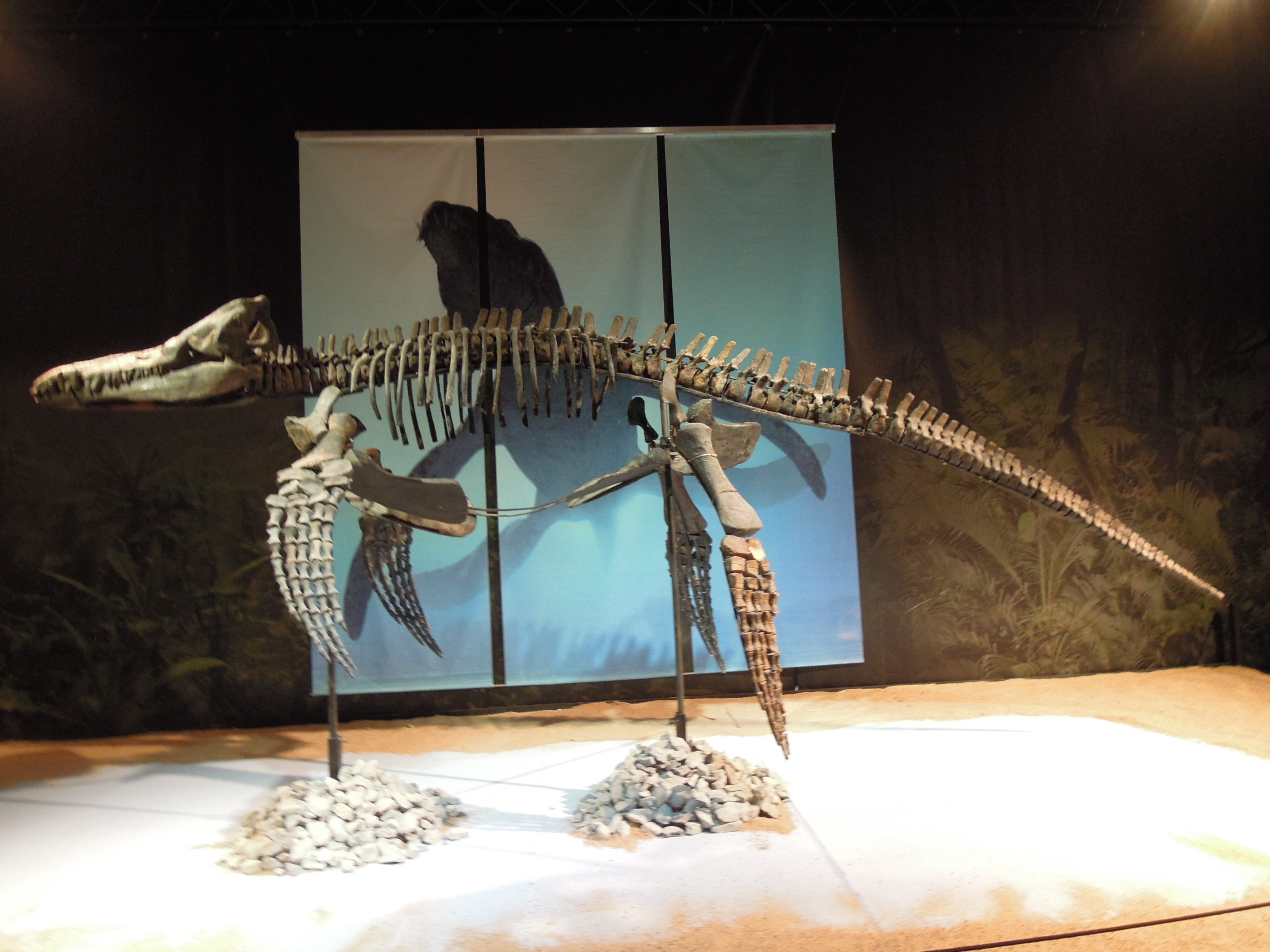
Pliosaurus (Plesiosauria)
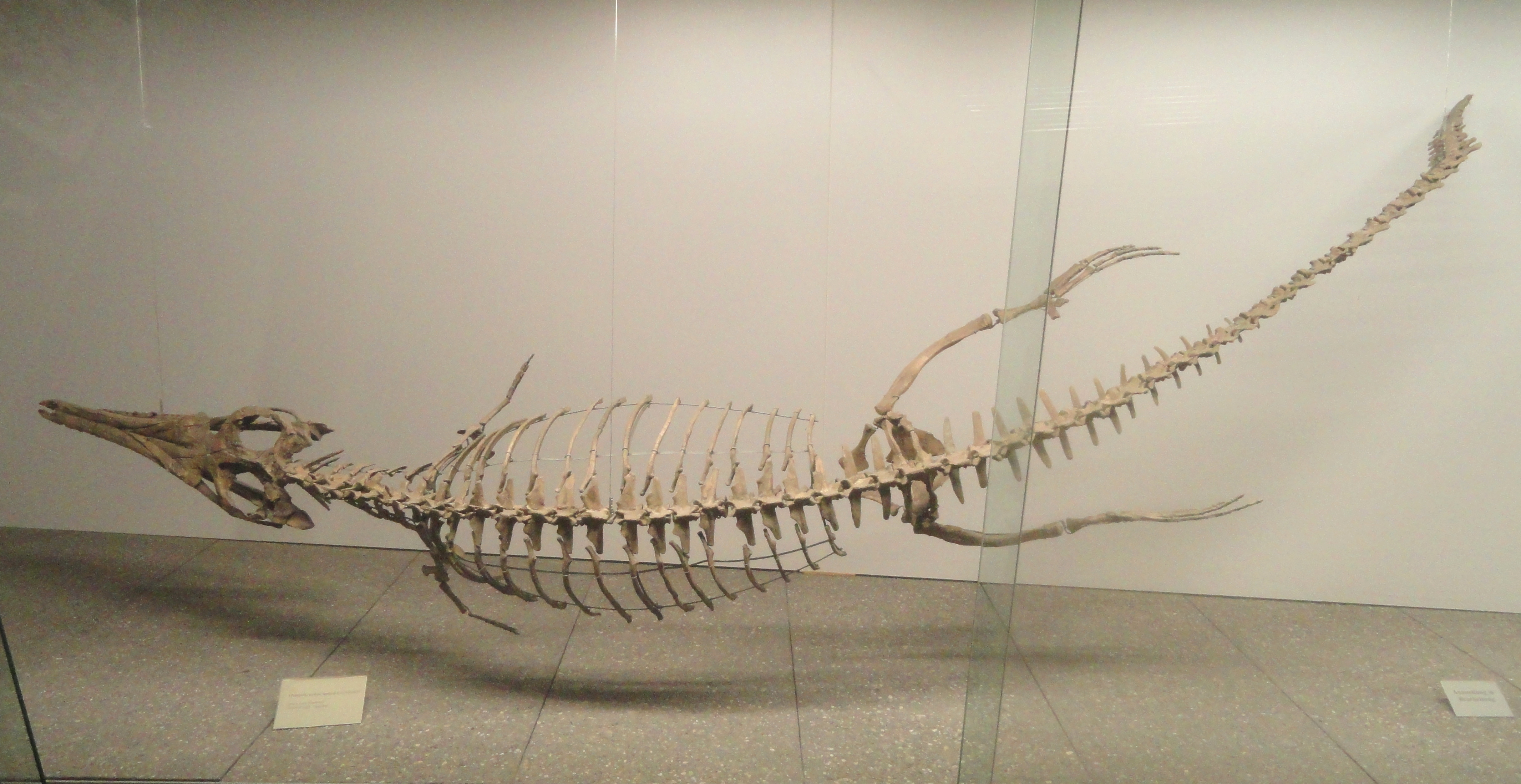
Metriorhynchus
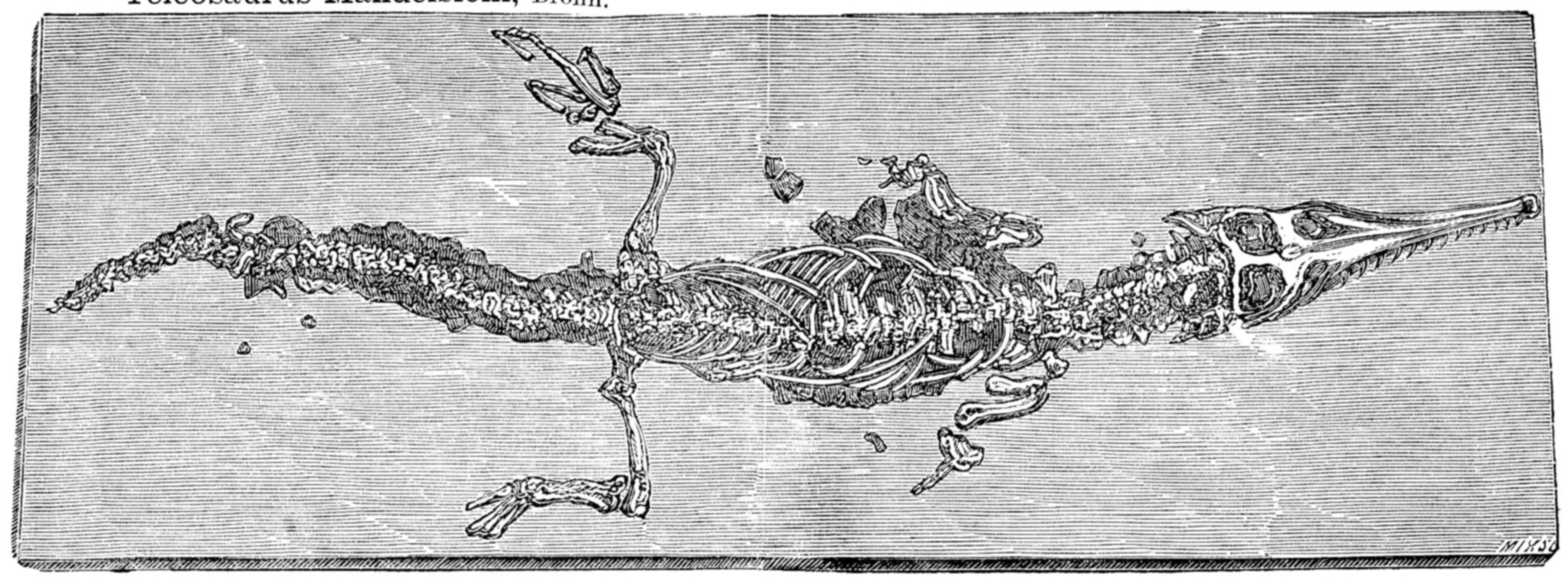
Teleosaurus

### Terrestre
Sulla terra, dominavano grandi rettili arcosauri. Il Giurassico fu il periodo d'oro per i sauropodi —Camarasaurus, Apatosaurus, Barosaurus, Diplodocus, Brachiosaurus, e molti altri — che vagavano per le terre nell'ultima parte di questo periodo; i loro ambienti preferiti erano sia le praterie di felci, simili alle palme, di cicadi e Bennettitales, o le più alte conifere cresciute, secondo i loro adattamenti. Erano predati da grandi teropodi (ceratosauri, megalosauri, torvosauri e allosauri). Tutti questi appartengono ai dinosauri saurischi.
Durante il Tardo Giurassico, i primi uccelli evolsero da piccoli dinosauri celurosauri Archaeopteryx, Anchiornis, Xiaotingia e Aurornis. I dinosauri ornitischi erano meno predominanti dei dinosauri saurischi, benché alcuni, come gli stegosauri e piccoli ornitopodi giocavano importanti ruoli come erbivori piccoli e medio-grandi (ma non nella misura di sauropodi).

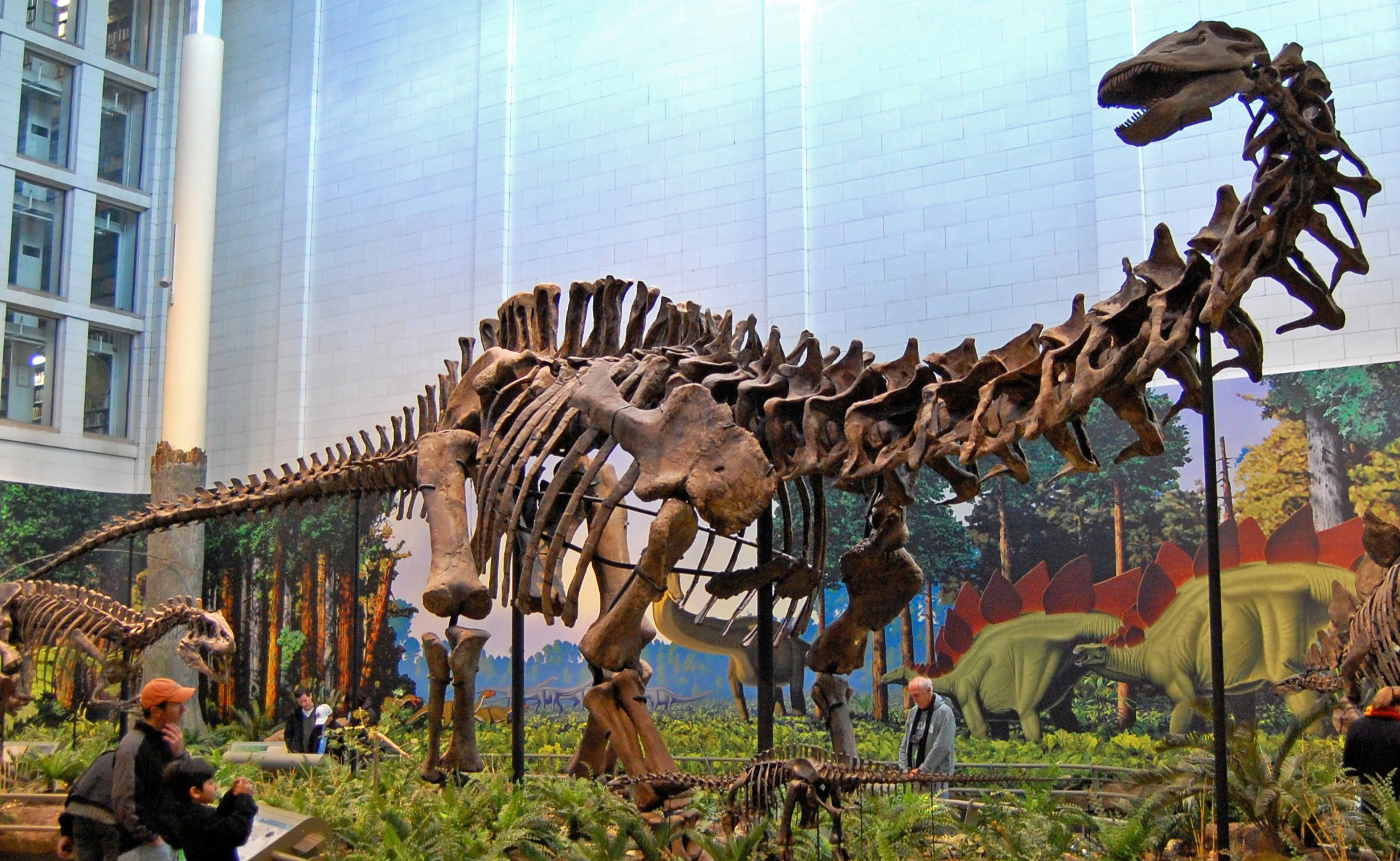
Apatosaurus (Sauropoda)
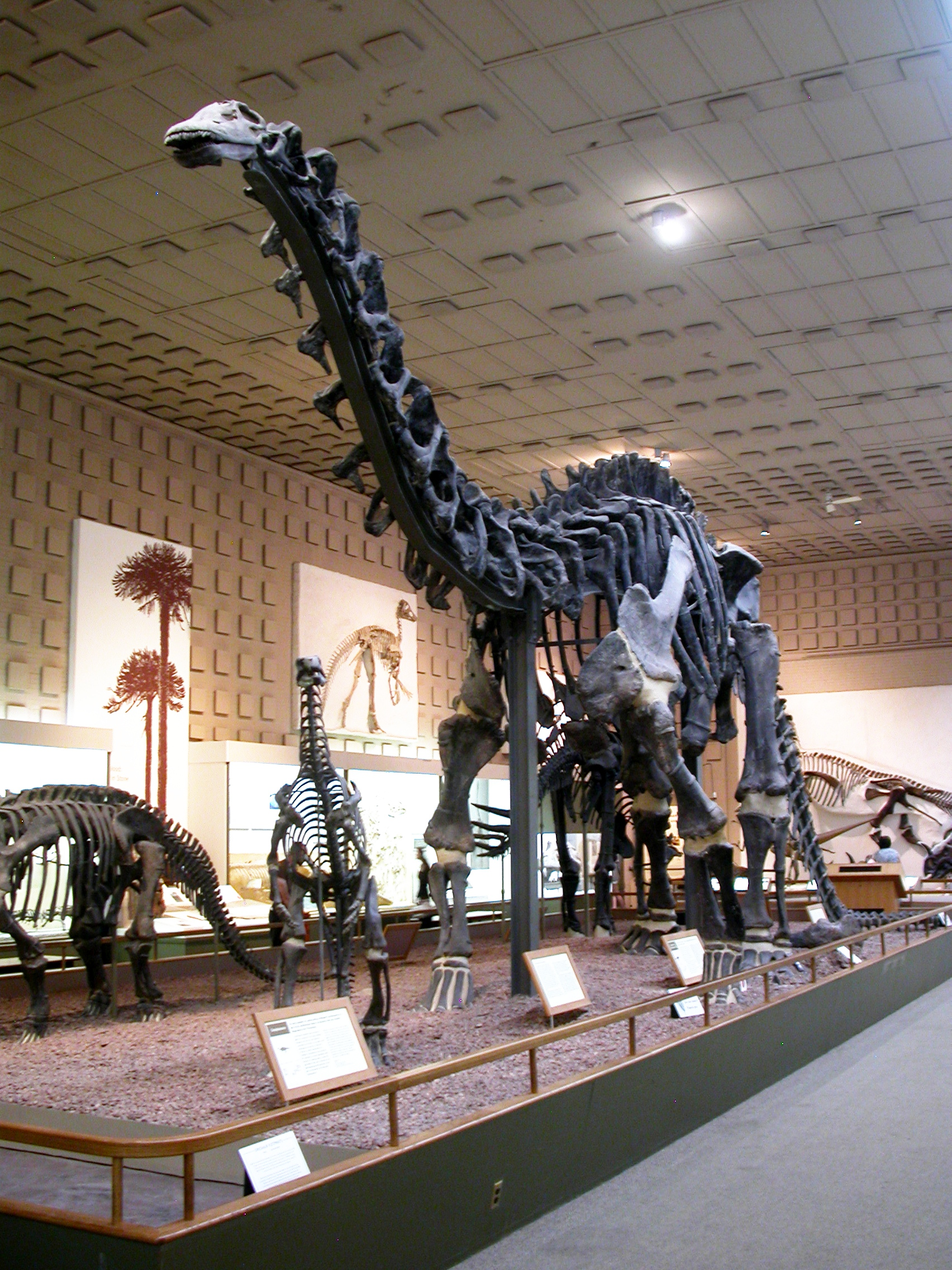
Brontosaurus (Sauropoda)
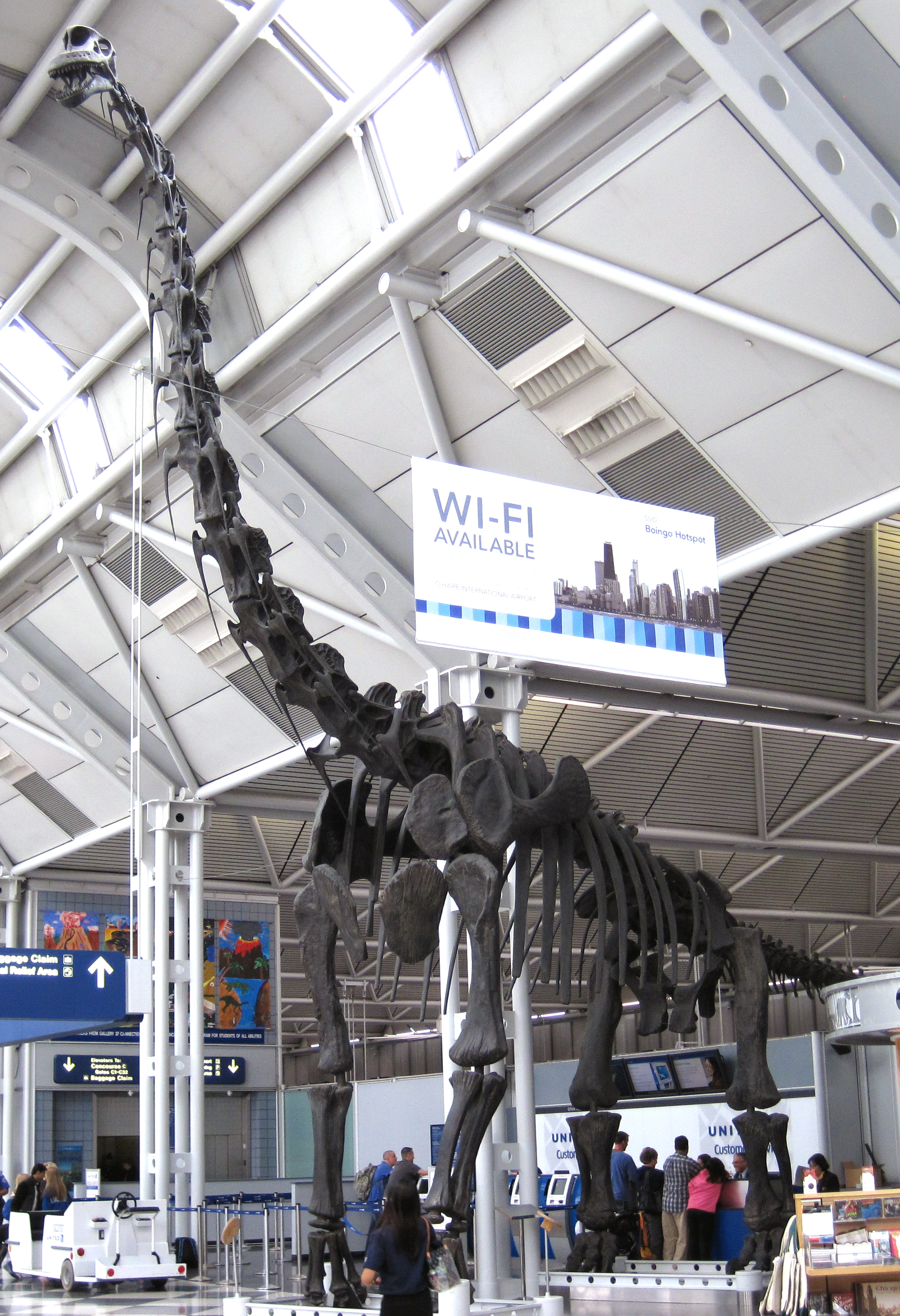
Brachiosaurus (Sauropoda)
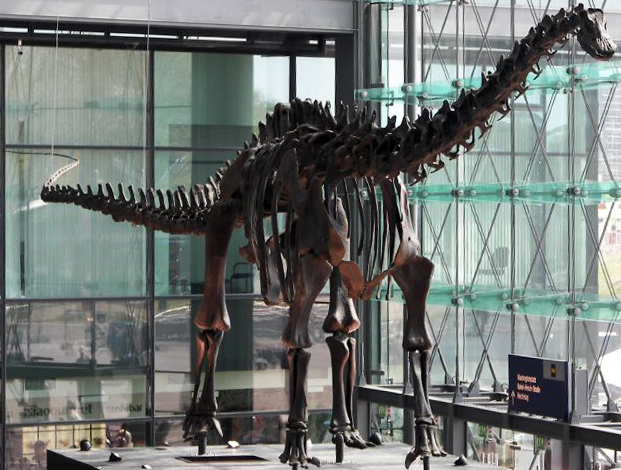
Diplodocus (Sauropoda)
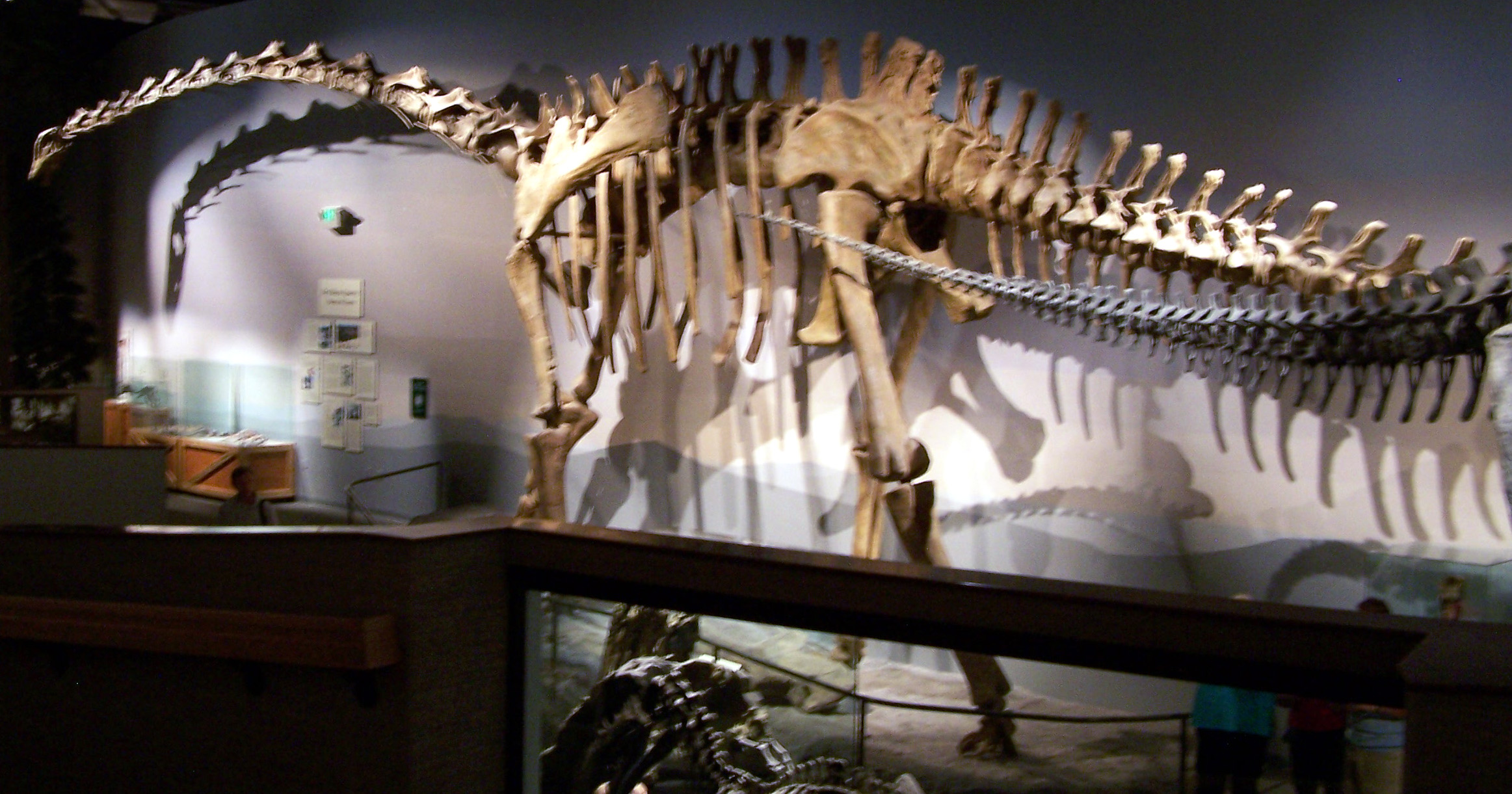
Supersaurus (Sauropoda)
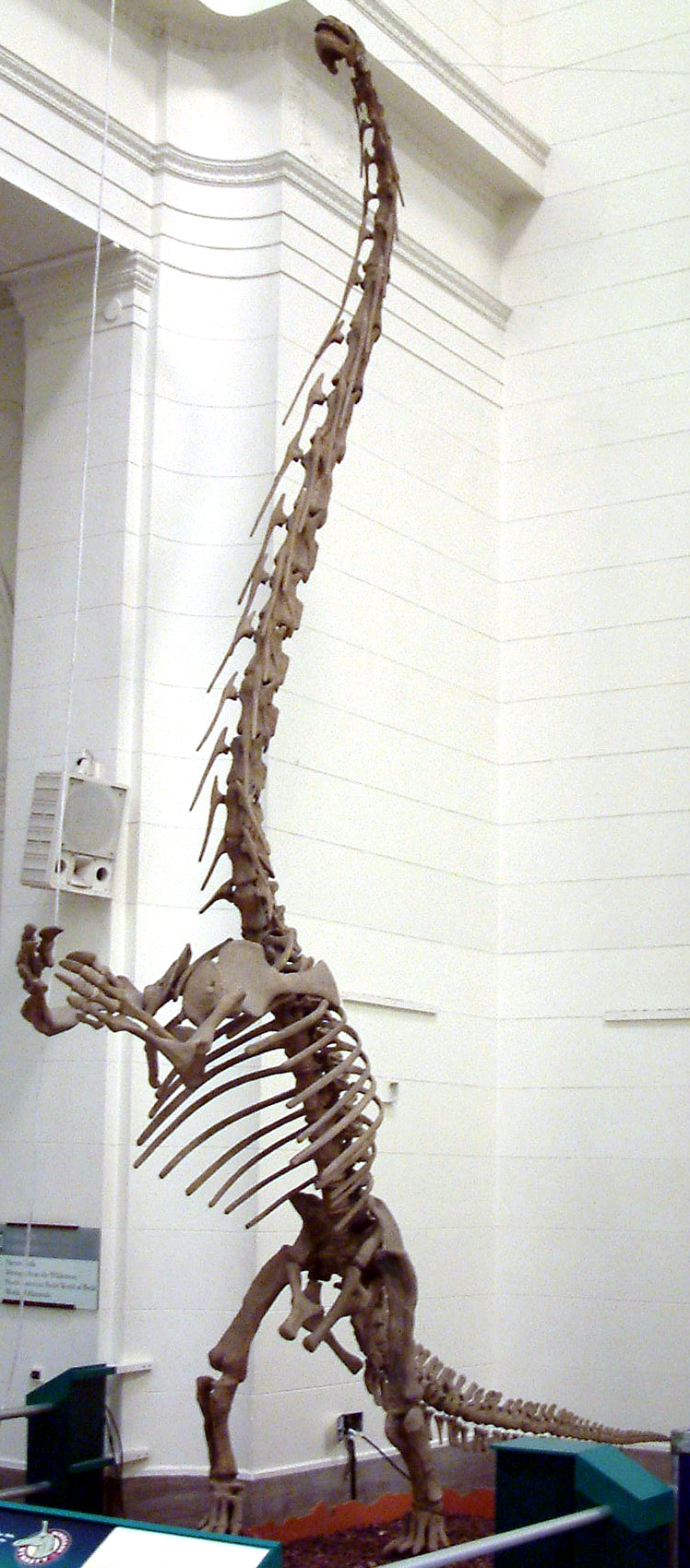
Mamenchisaurus (Sauropoda)
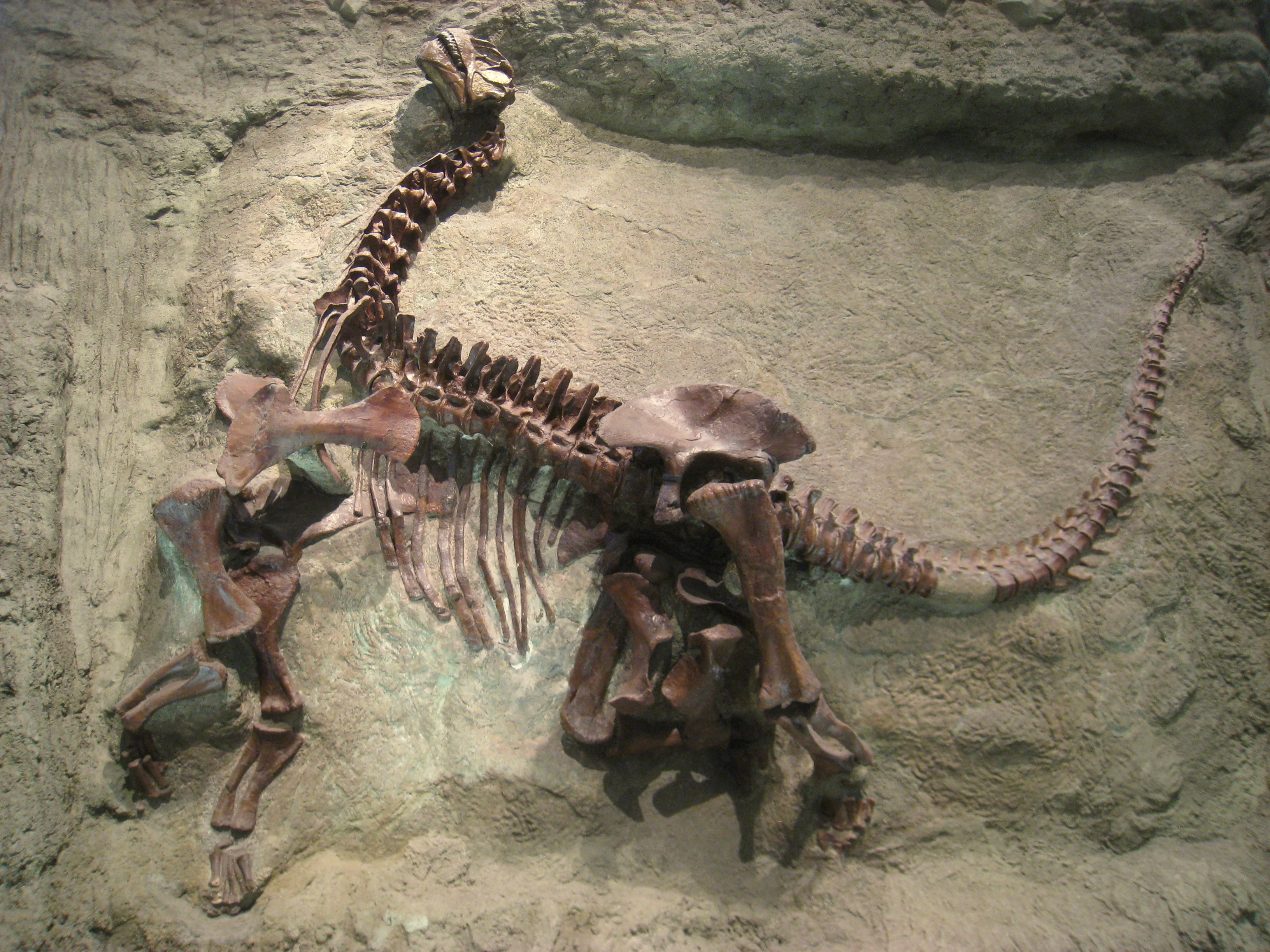
Camarasaurus (Sauropoda)
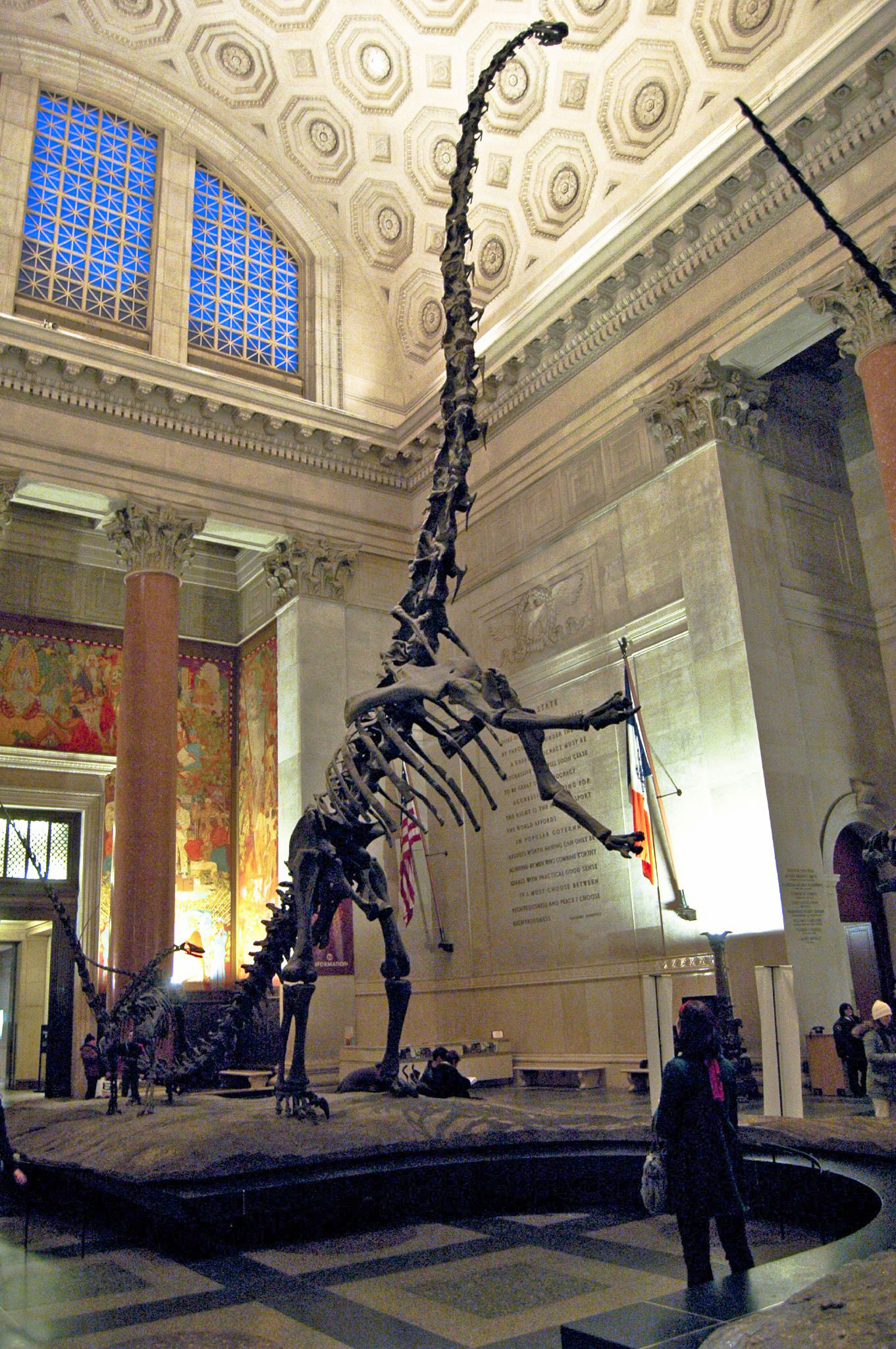
Barosaurus (Sauropoda)
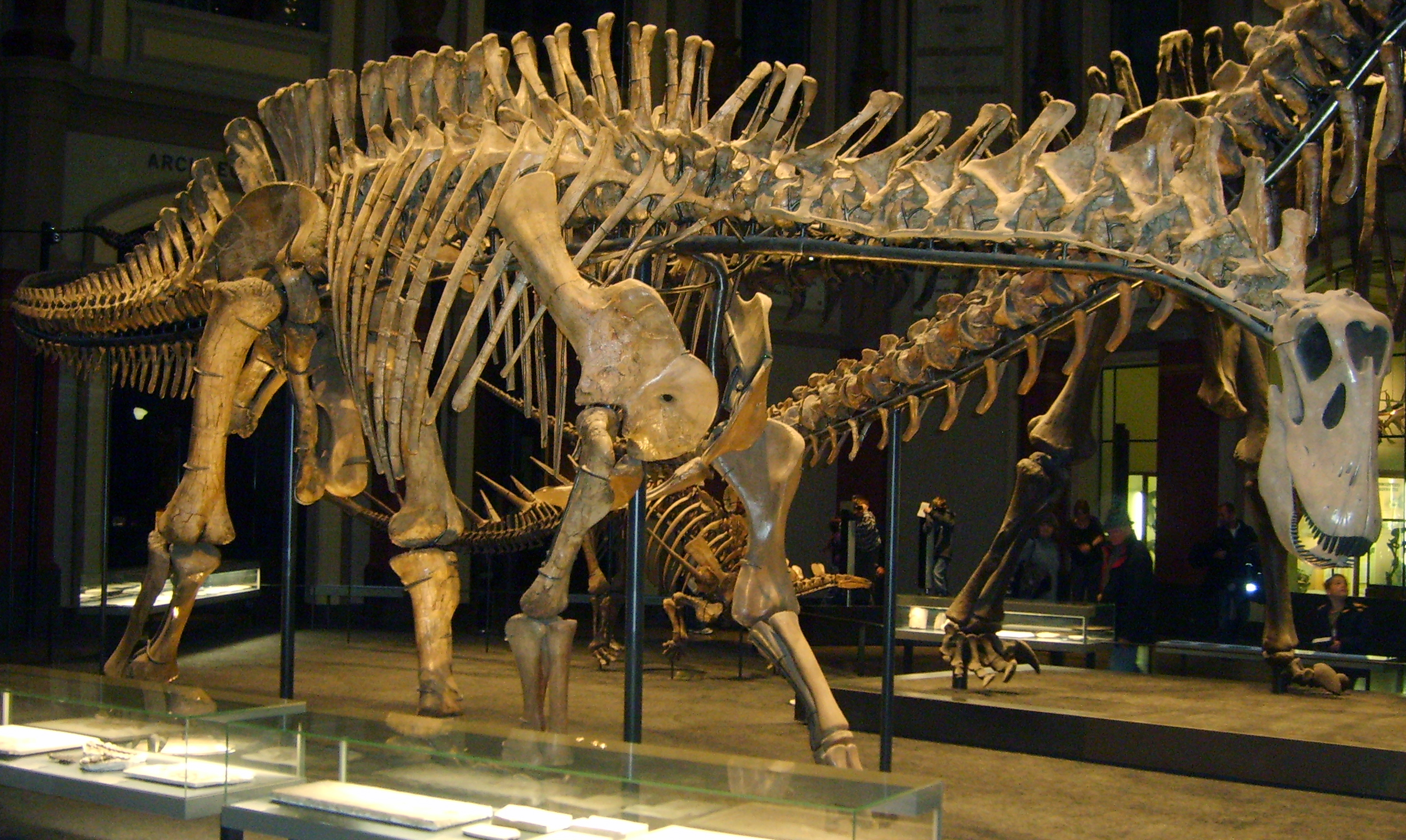
Dicraeosaurus (Sauropoda)
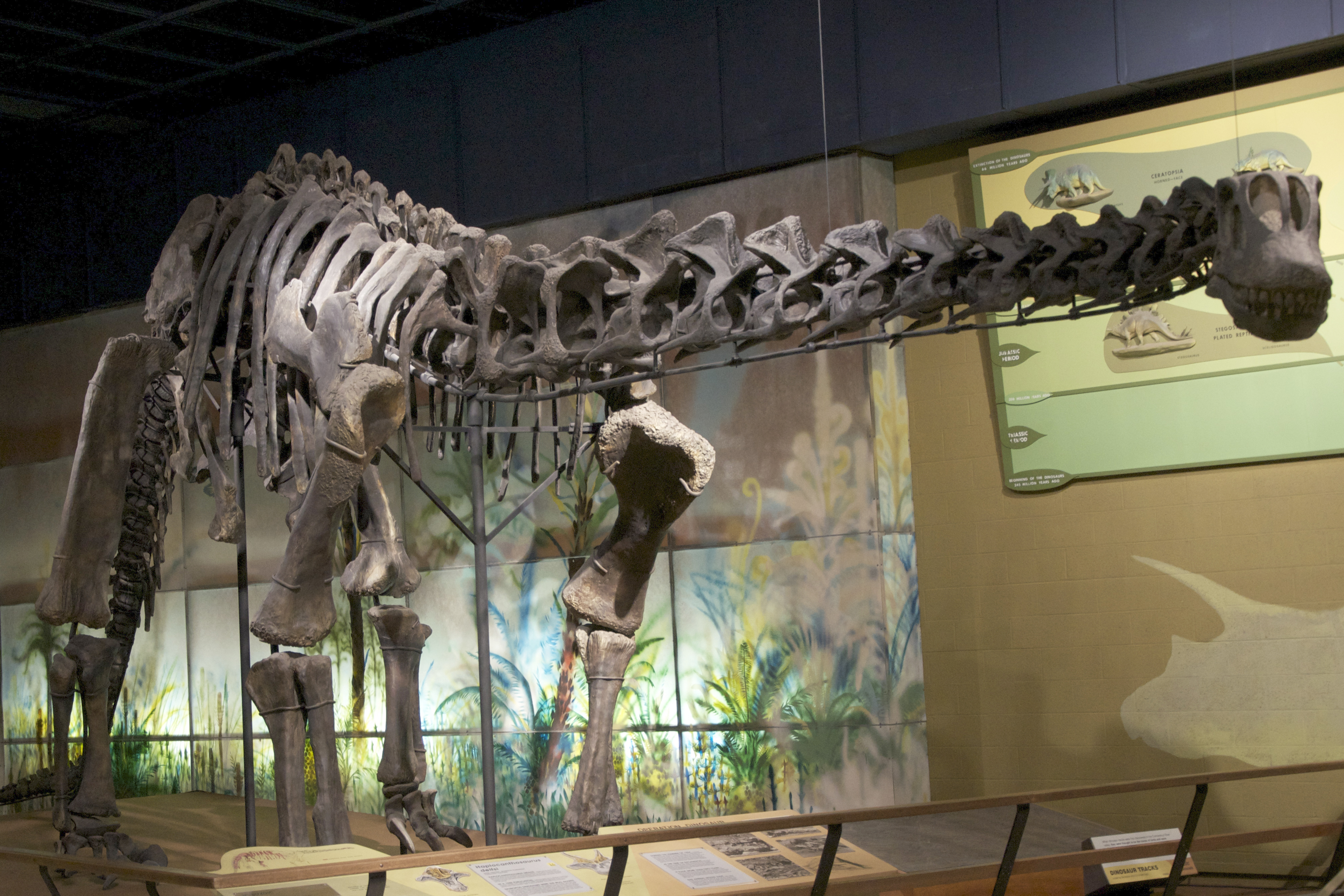
Haplocanthosaurus (Sauropoda)
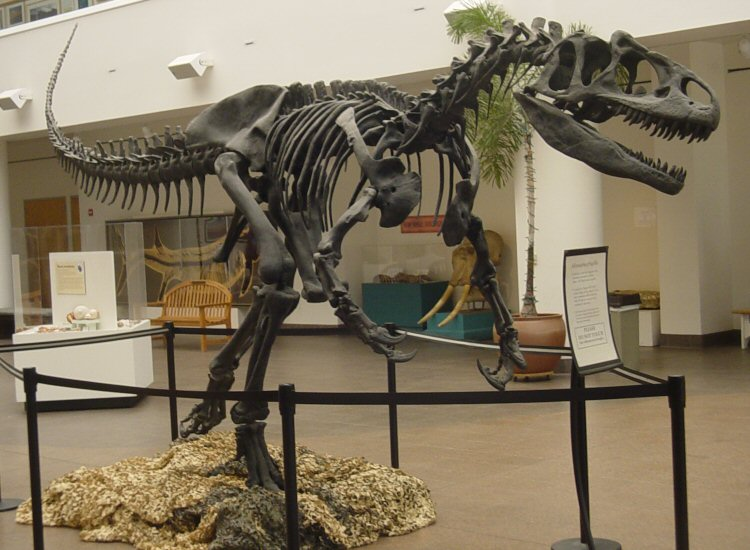
Allosaurus (Carnosauria)
Stegosaurus (Ornithischia)
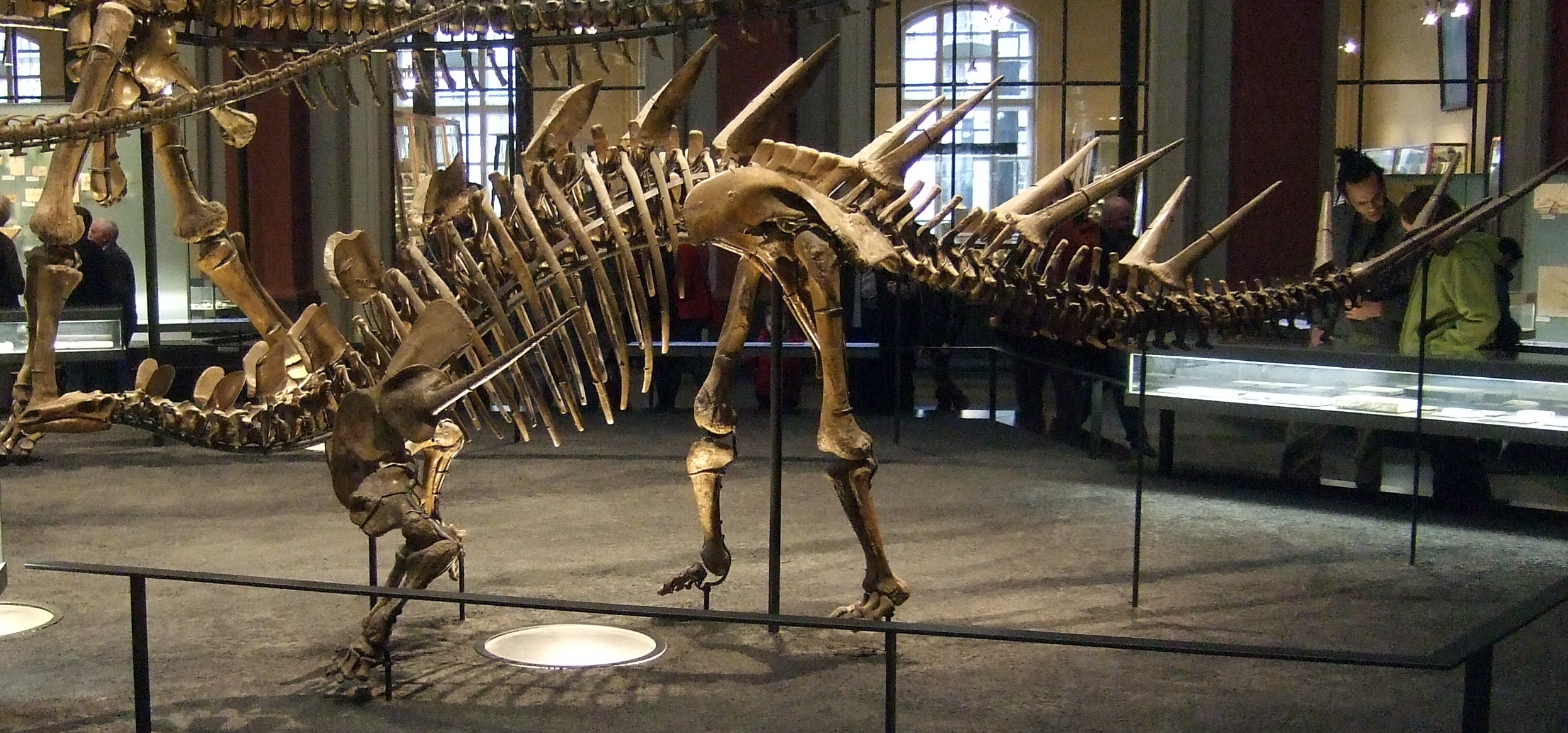
Kentrosaurus (Ornithischia)
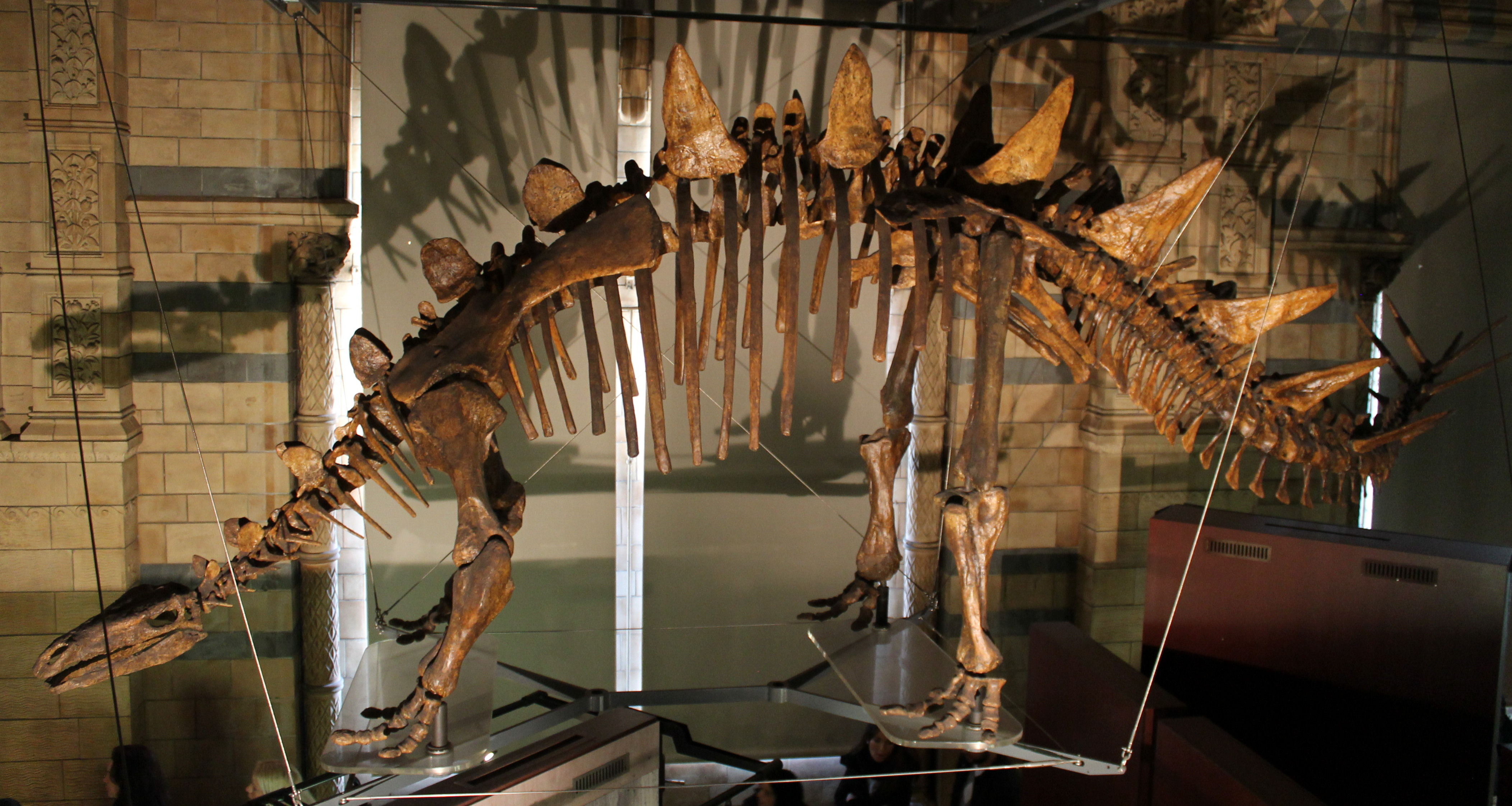
Tuojiangosaurus (Ornithischia)
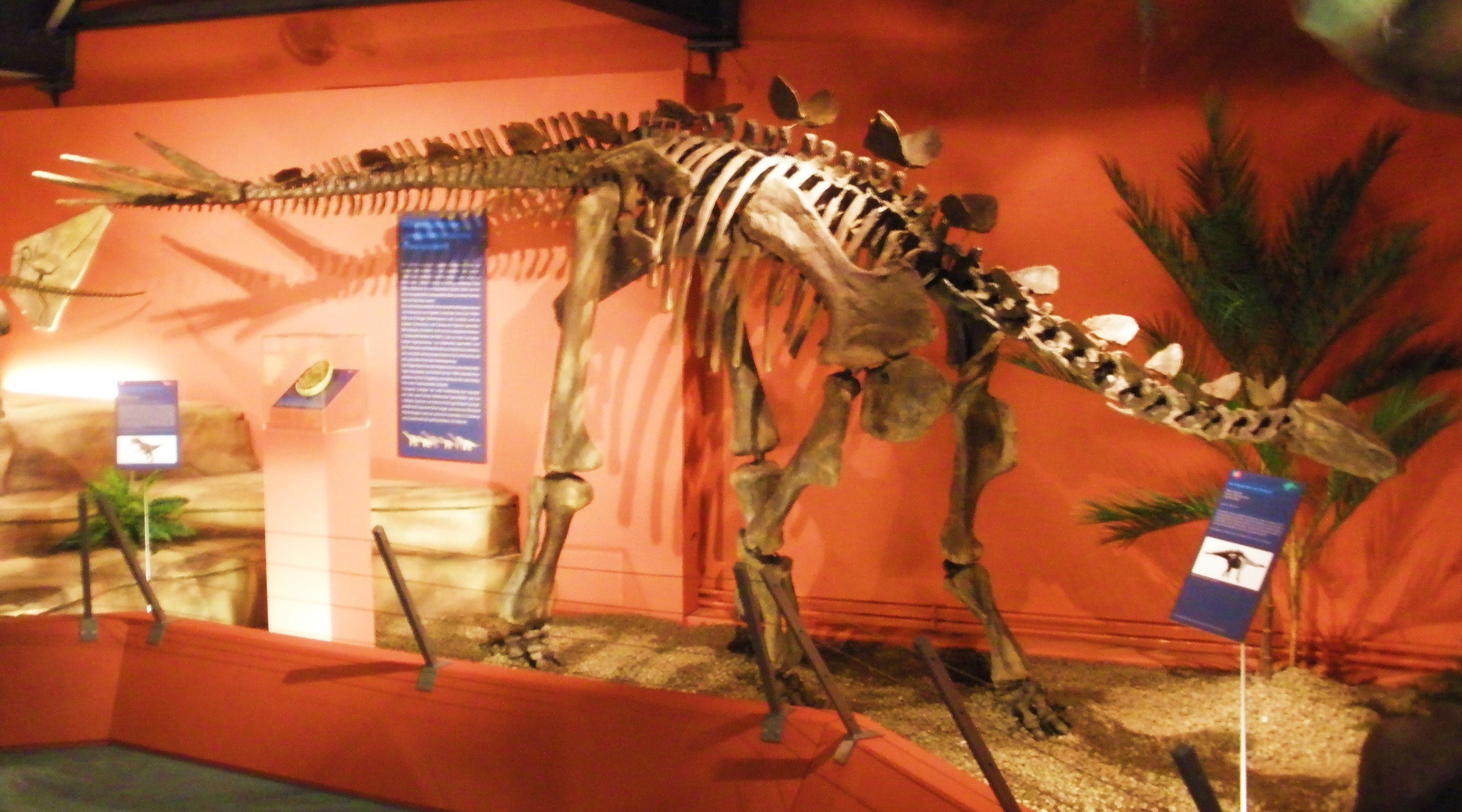
Miragaia (Ornithischia)
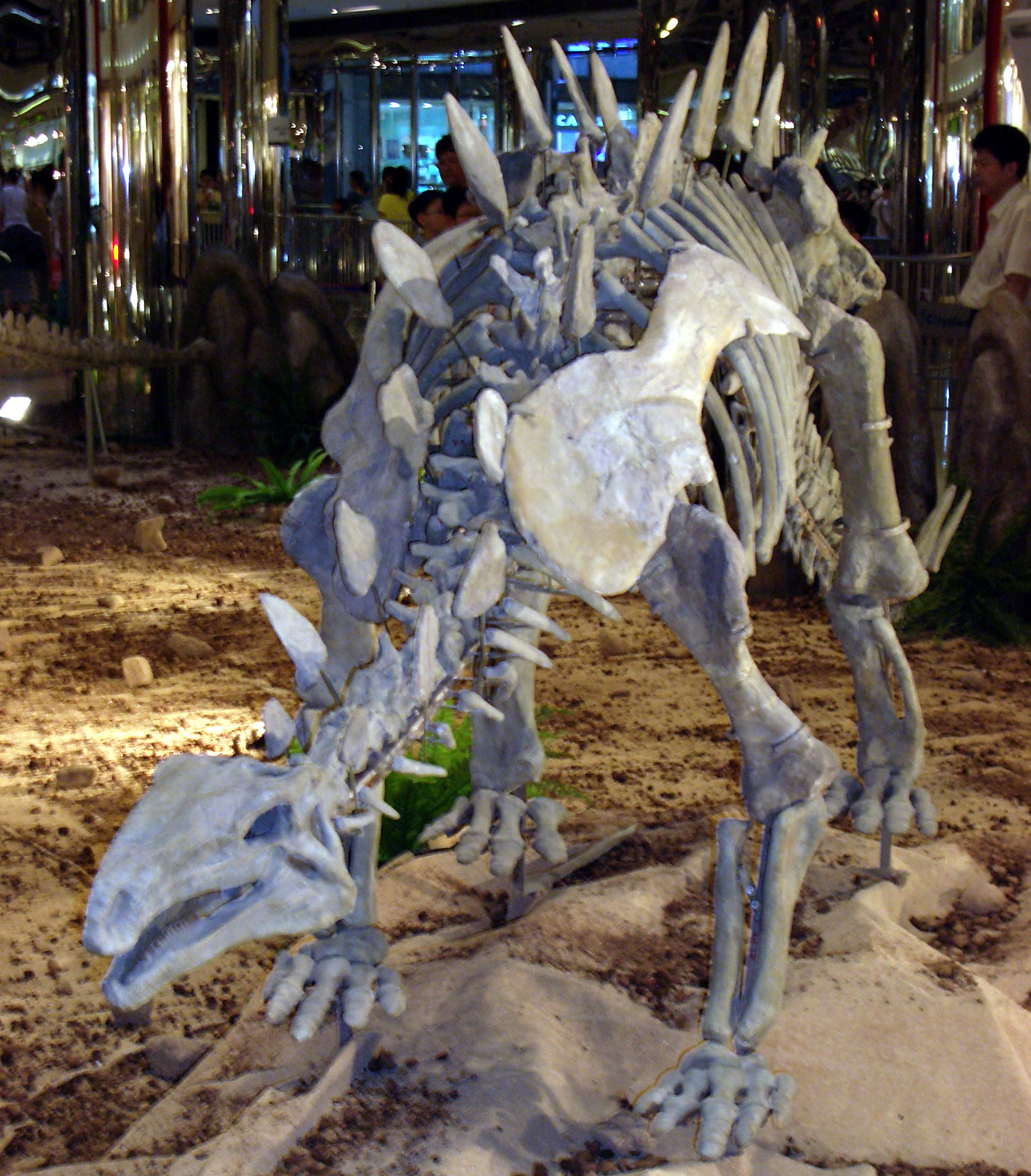
Huayangosaurus (Ornithischia)
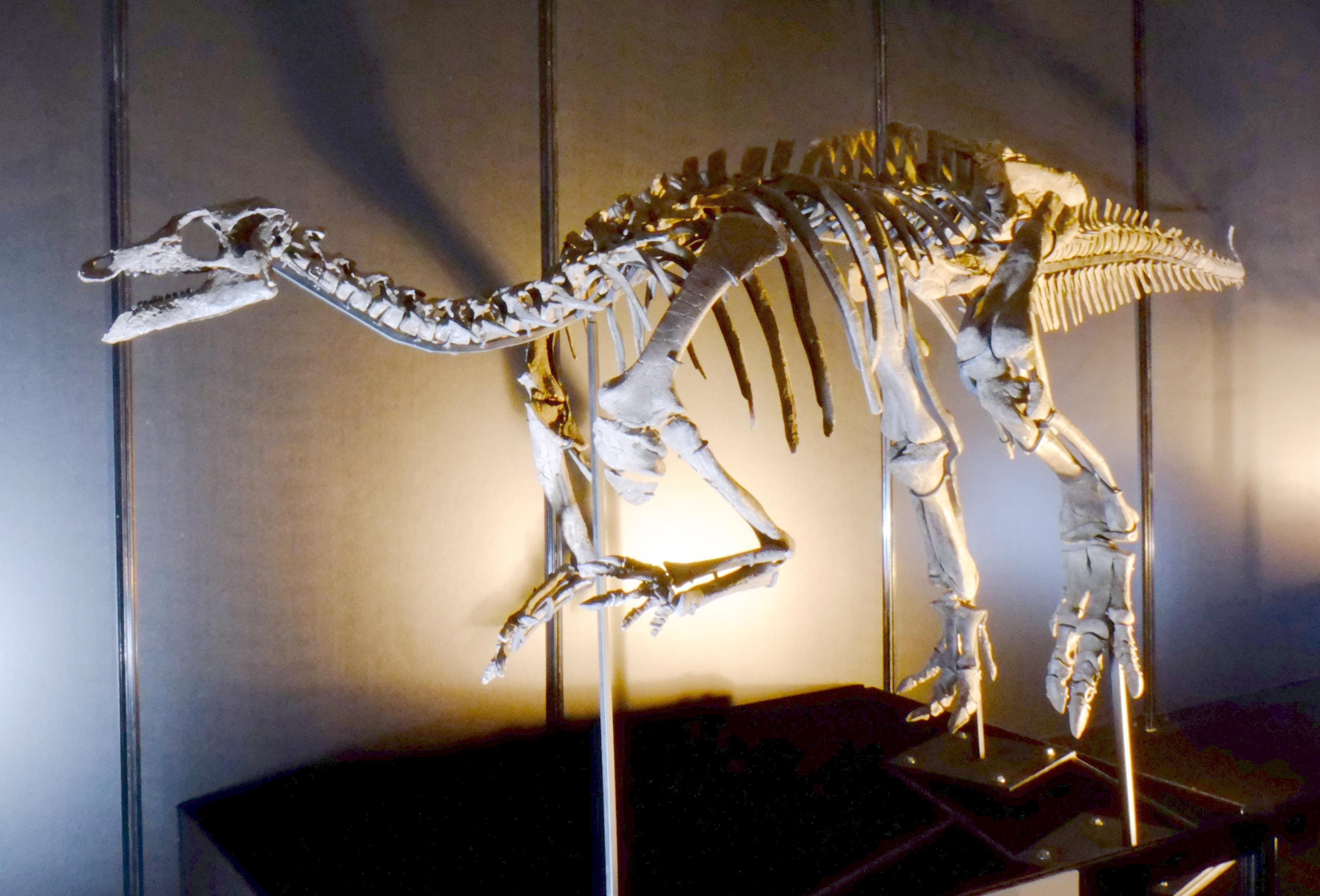
Camptosaurus (Ornithischia)
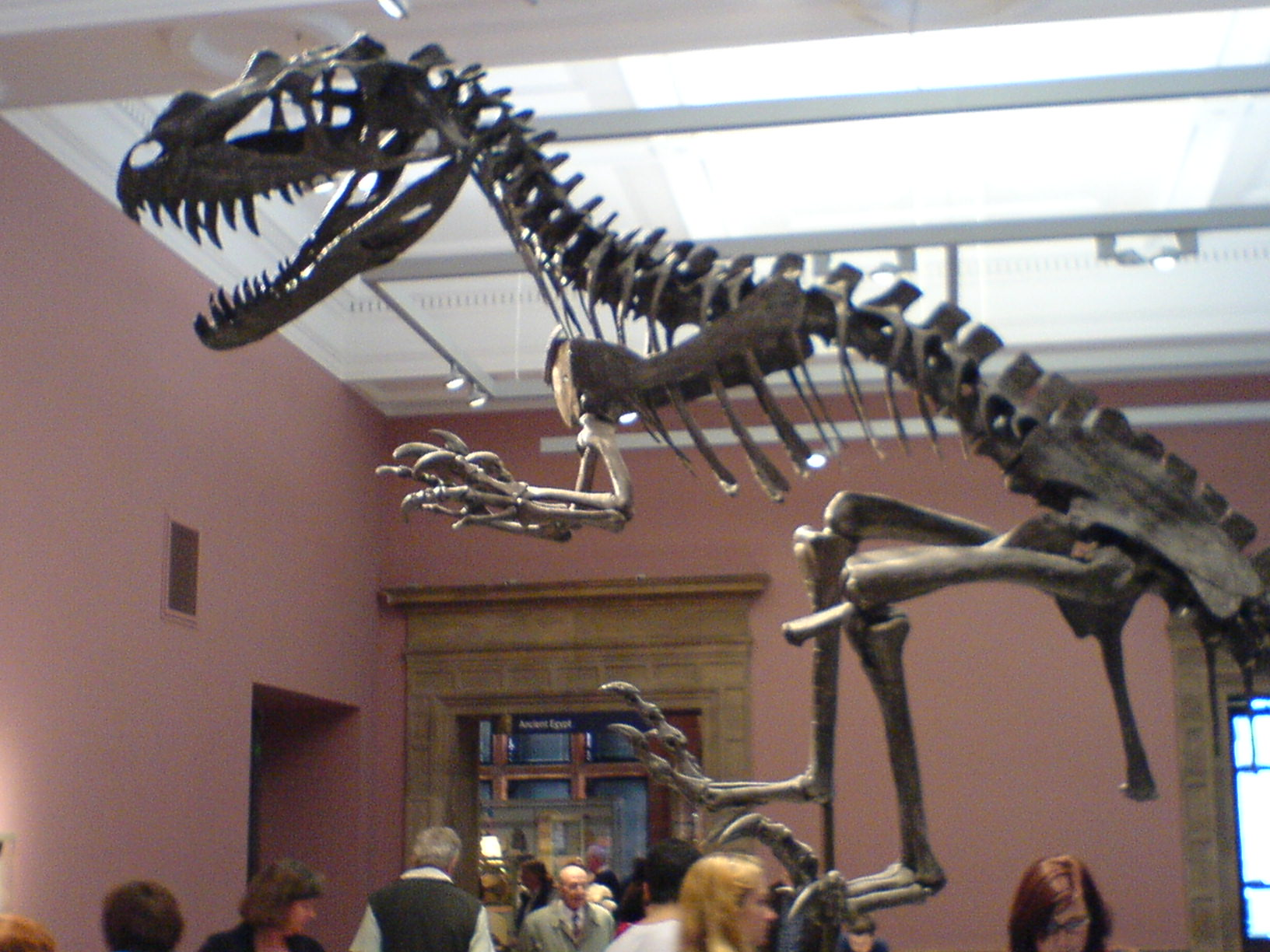
Ceratosaurus
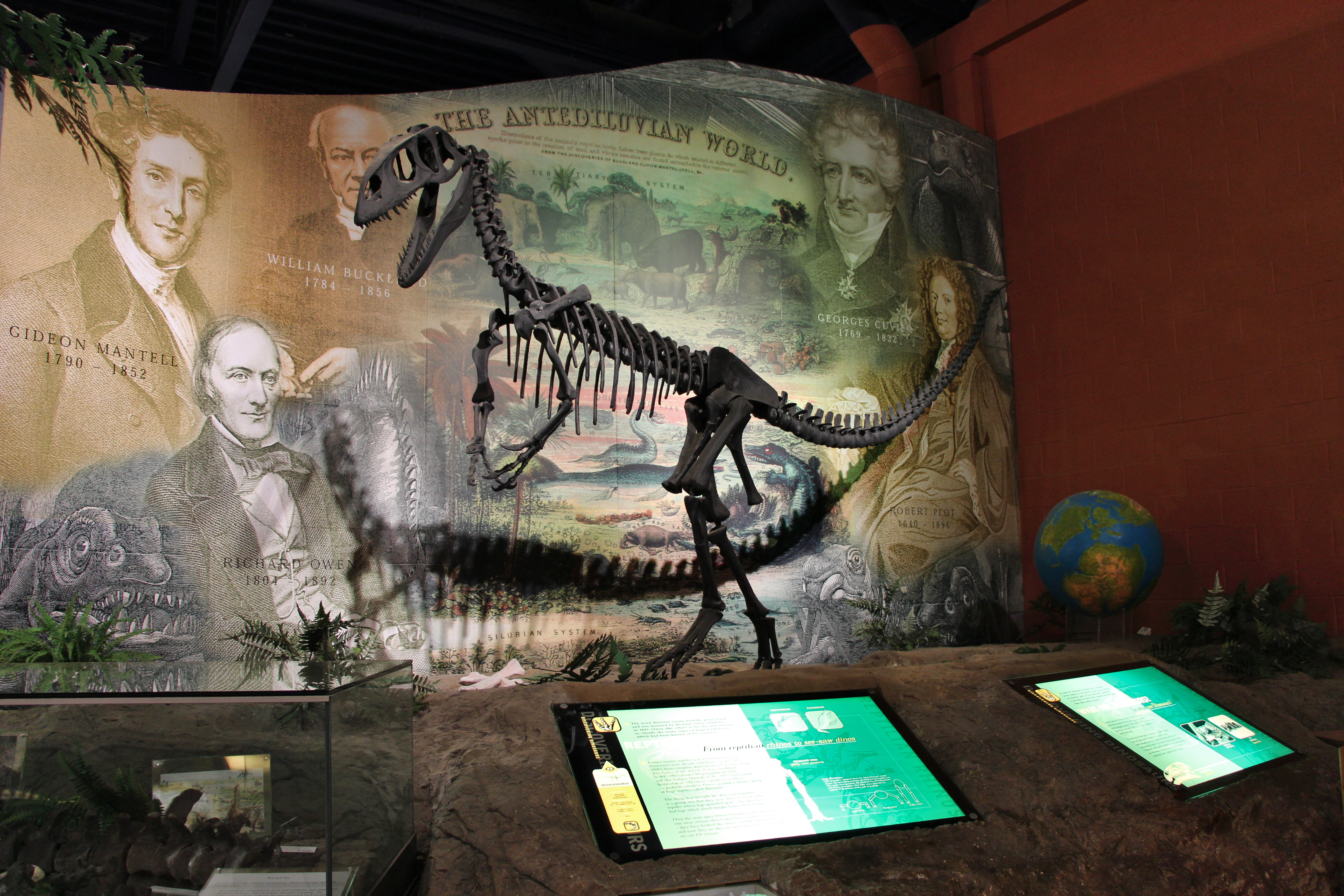
Megalosaurus
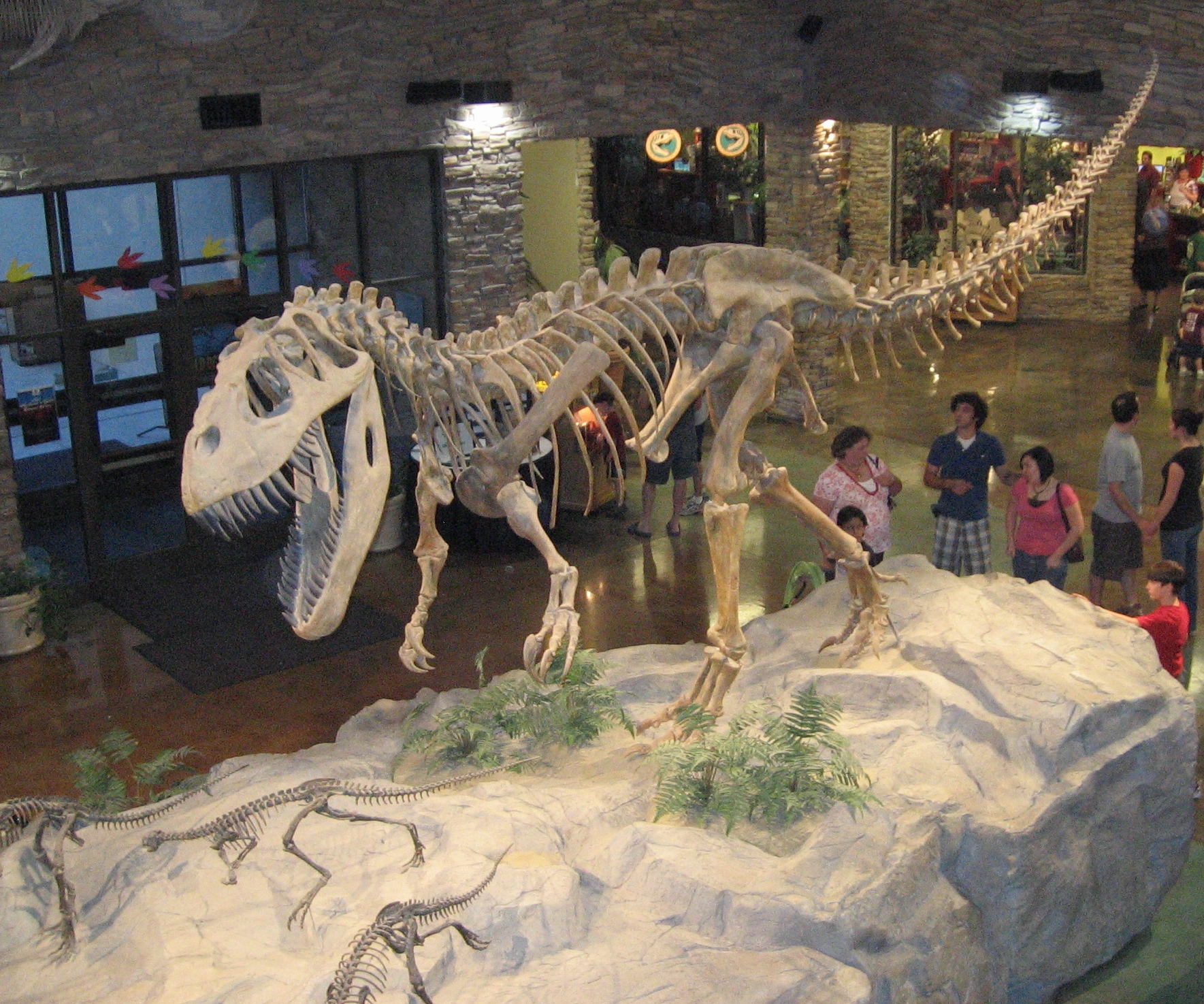
Torvosaurus
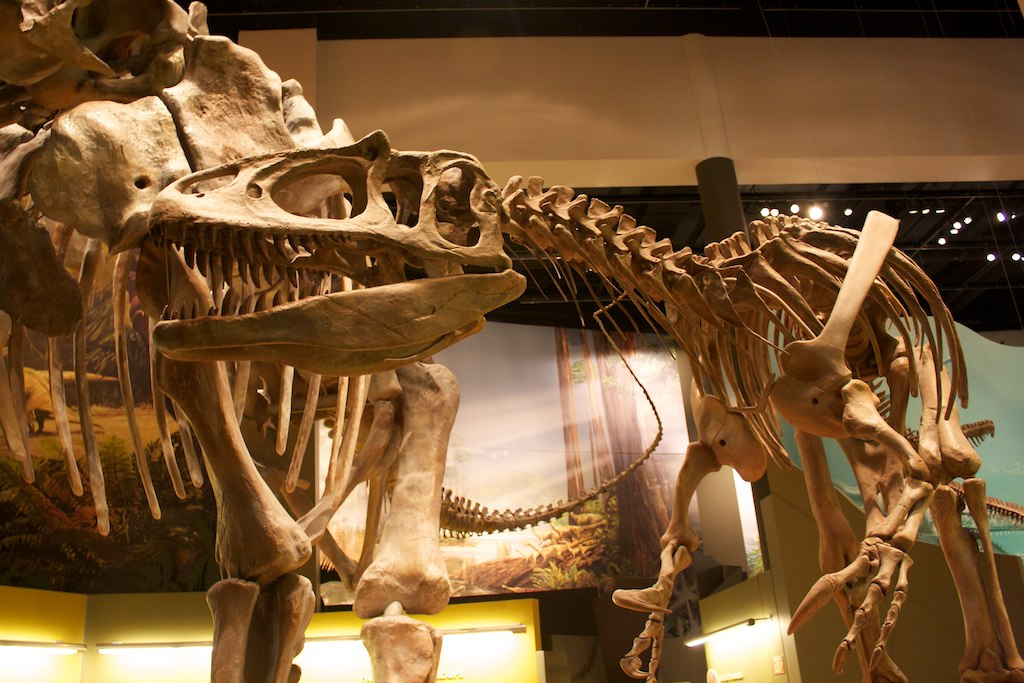
Saurophaganax
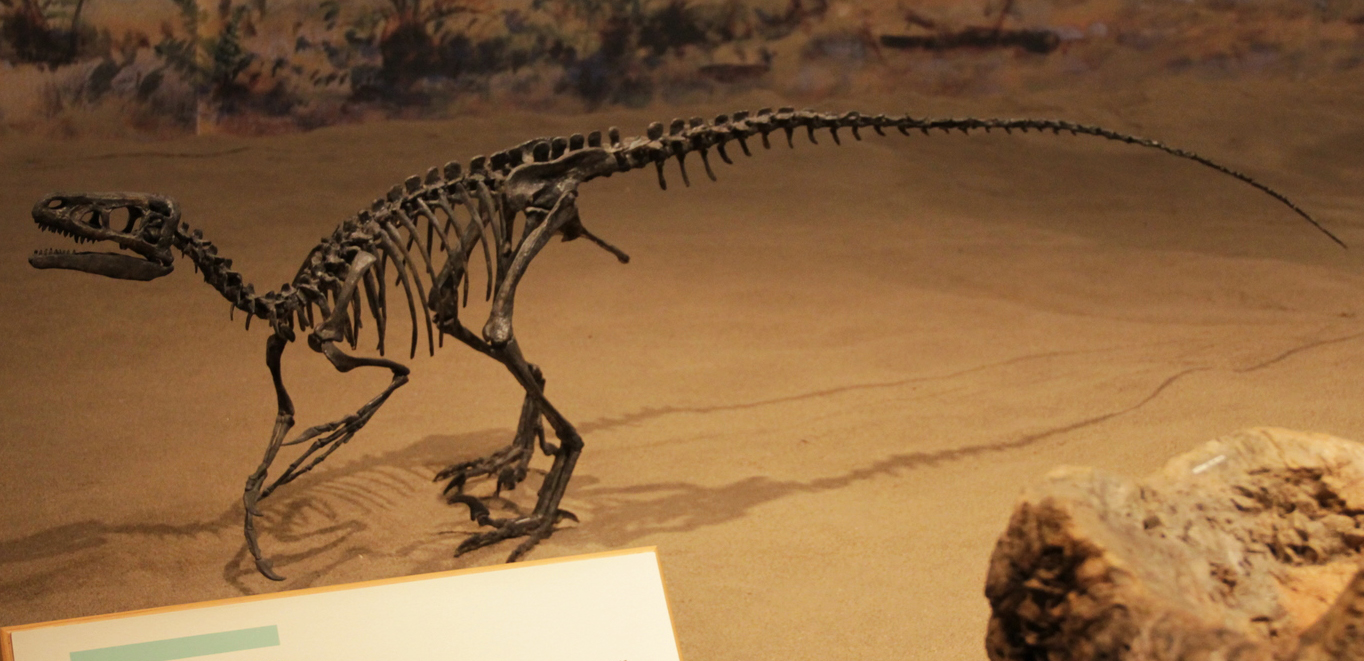
Ornitholestes
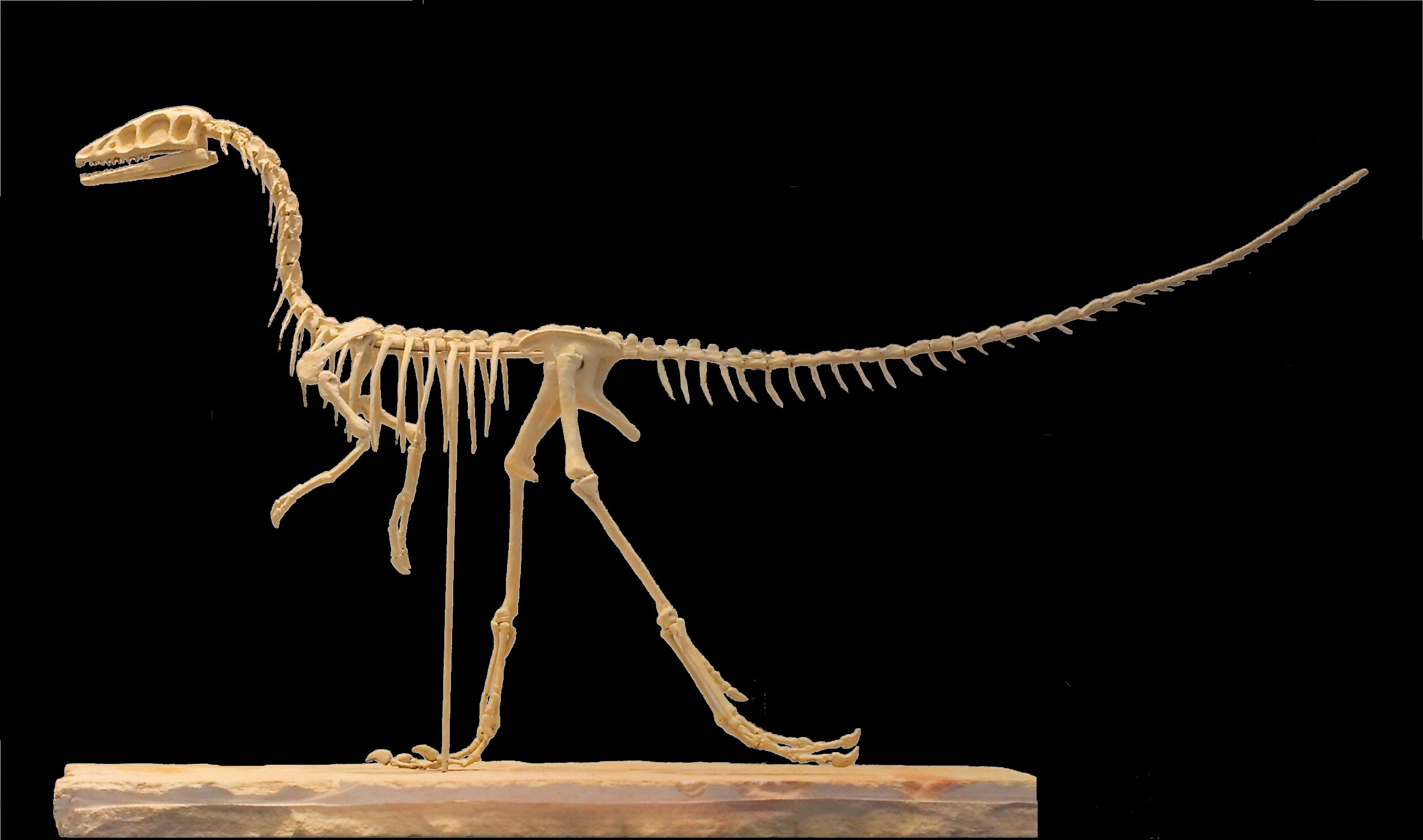
Compsognathus
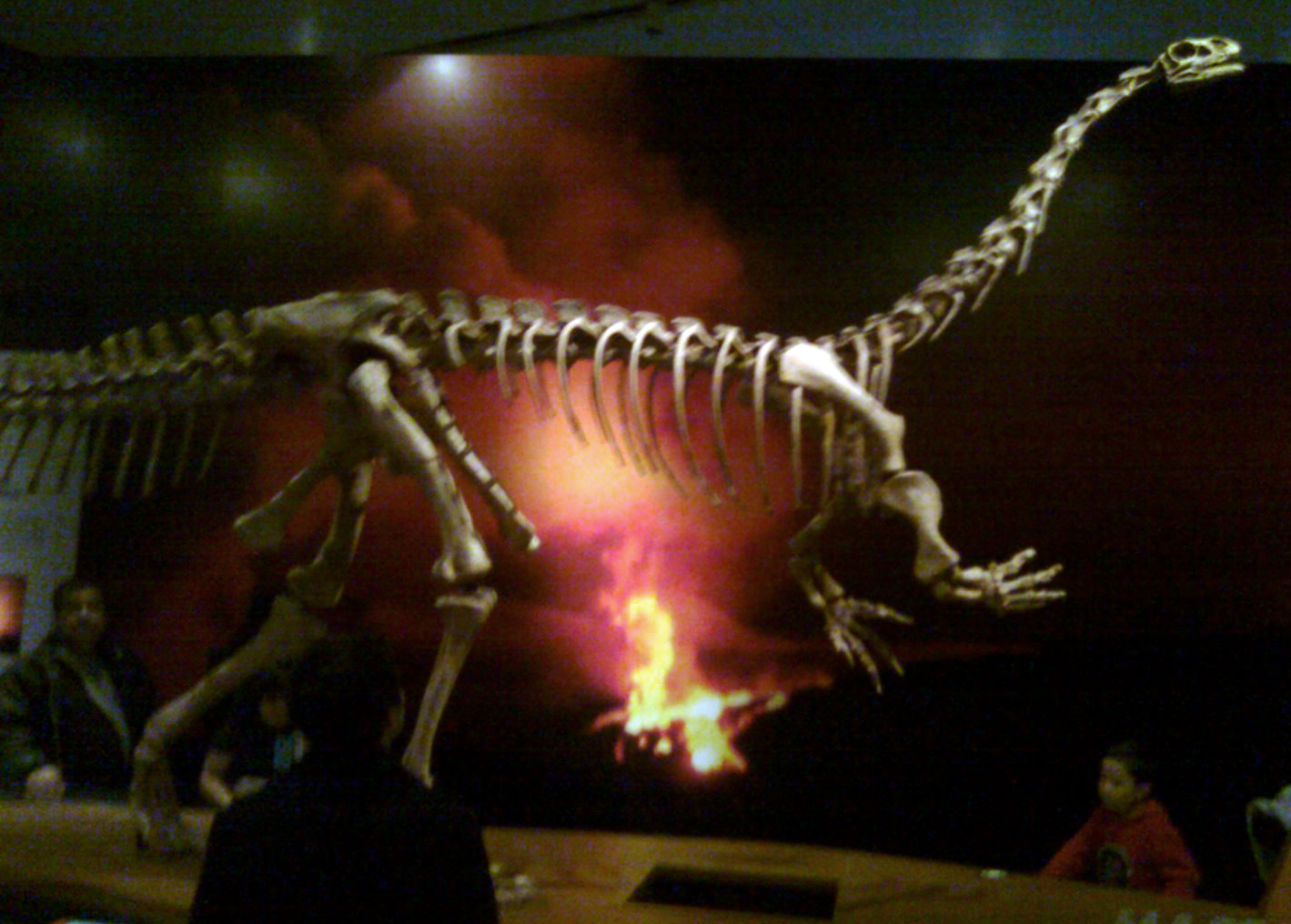
Massospondylus
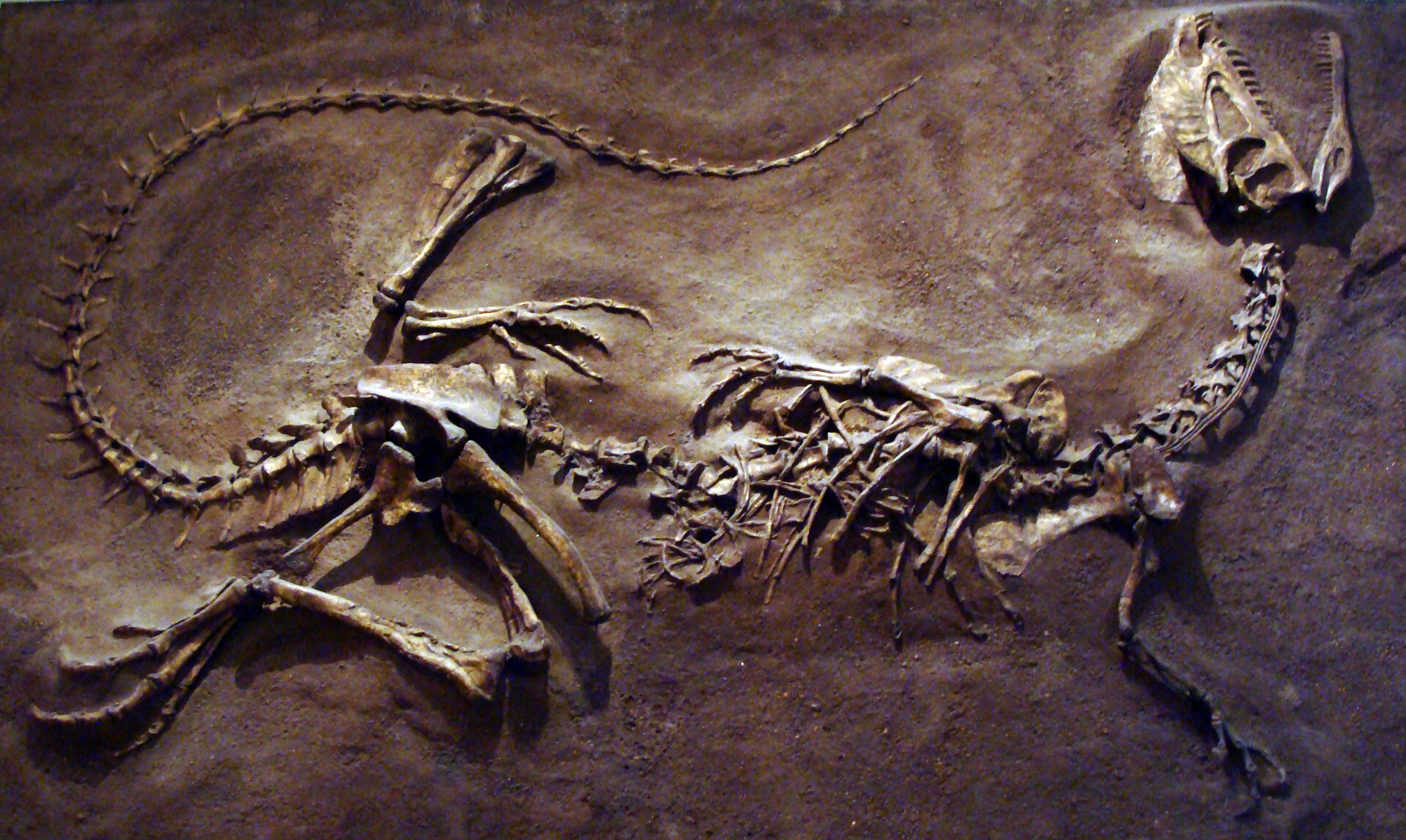
Dilophosaurus
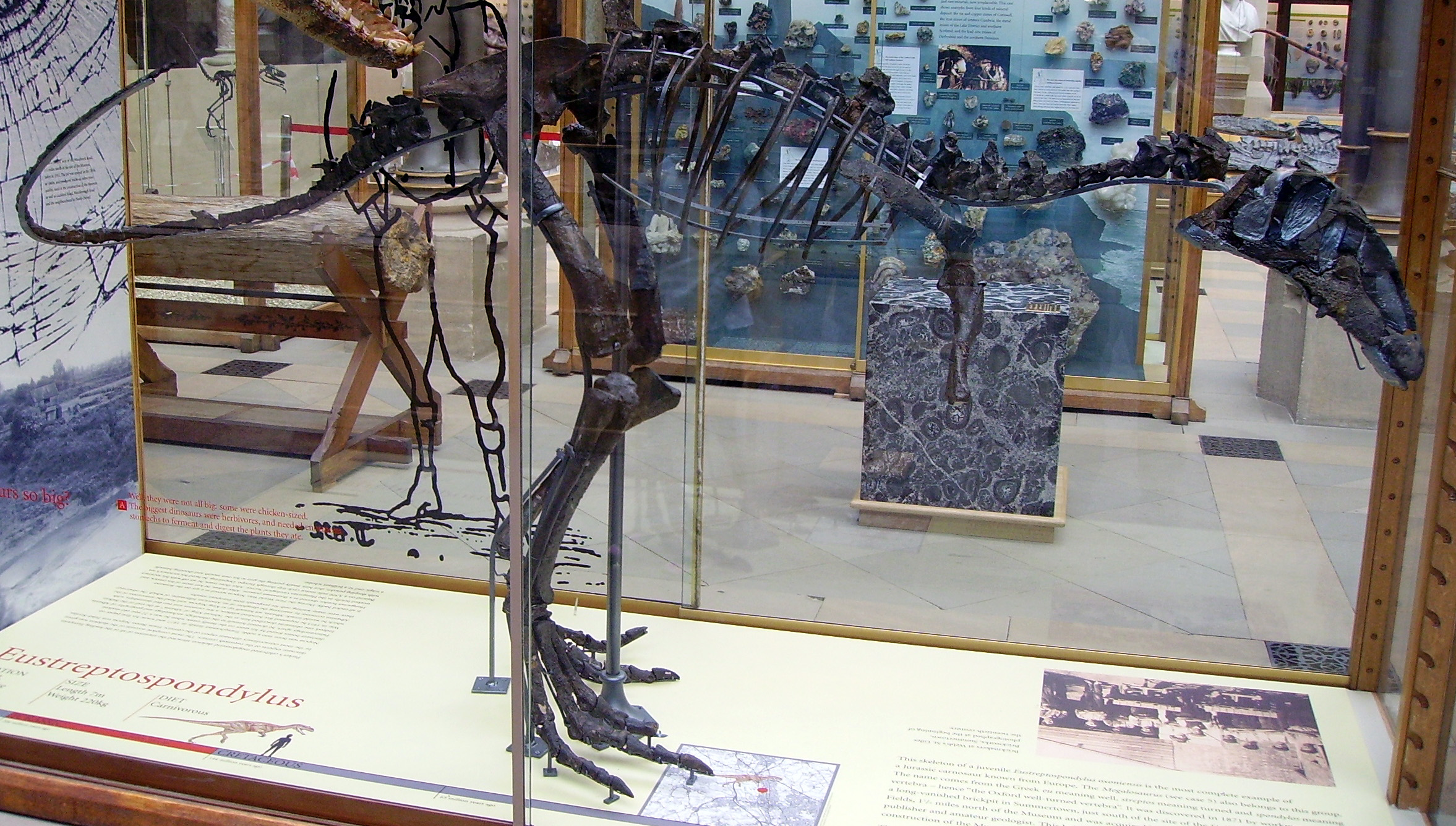
Eustreptospondylus
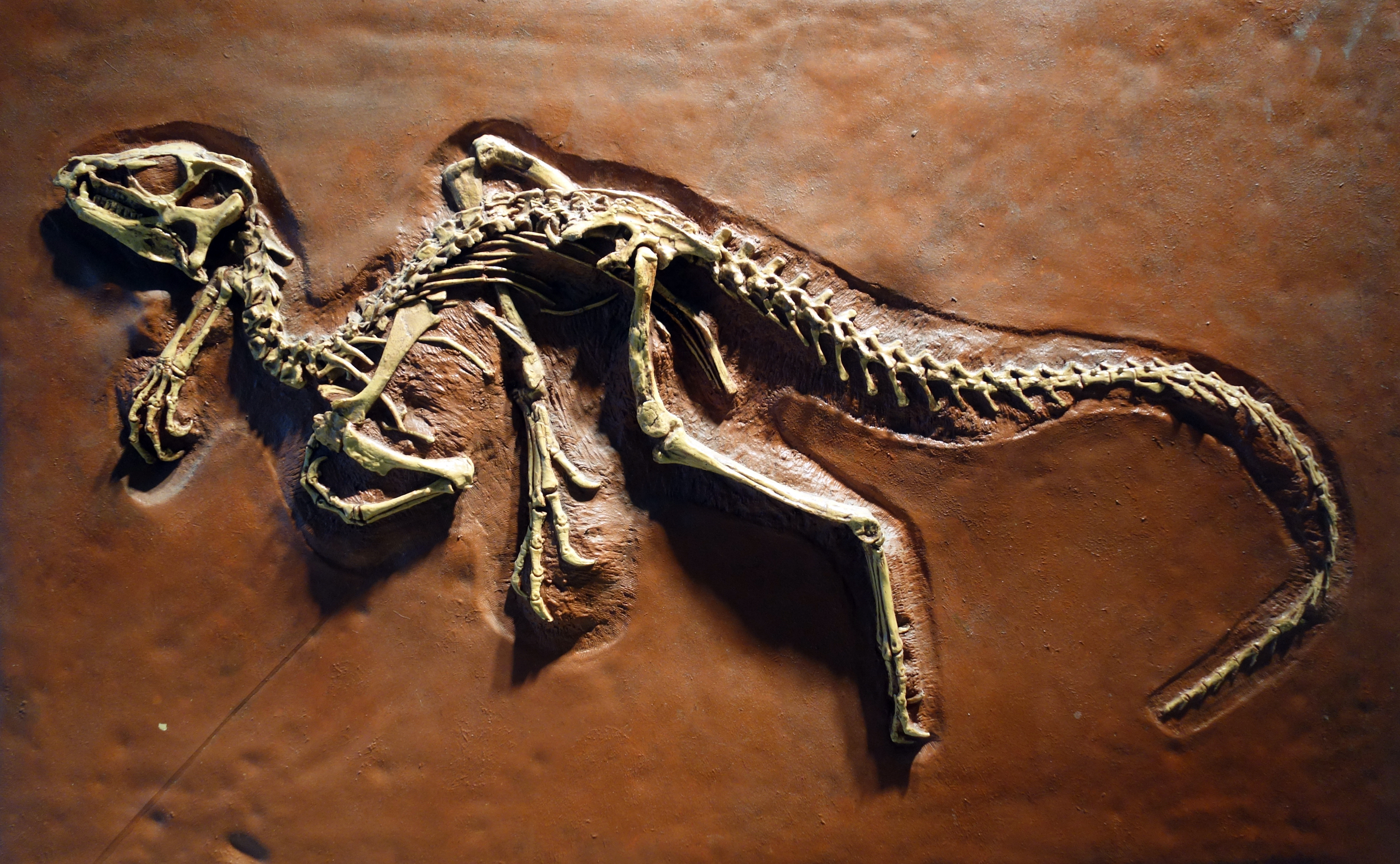
Heterodontosaurus (Ornithischia)

### Aerea
Nell'aria, gli pterosauri erano comuni; essi dominavano i cieli, riempiendo molti ruoli ecologici ora assunti dagli uccelli. Gli pterosauri si alimentavano di pesci che catturavano nel mare con il loro becco, che poteva essere dotato di denti. Diedero vita al nuovo gruppo dei Pterodattiloidi, ritrovati in Africa orientale, Inghilterra e Francia. Avevano coda corta, testa più ampia e collo più largo dei pterosauri del triassico.
Un animale particolare del periodo è l'Archaeopteryx, i fossili principali del giacimento di Solnhofen, ritrovati tra il 1860 e il 1988. Le dimensioni erano quelle di una colomba, ma con caratteristiche di dinosauro come larga coda ossea, dita con artigli e mandibole con denti.

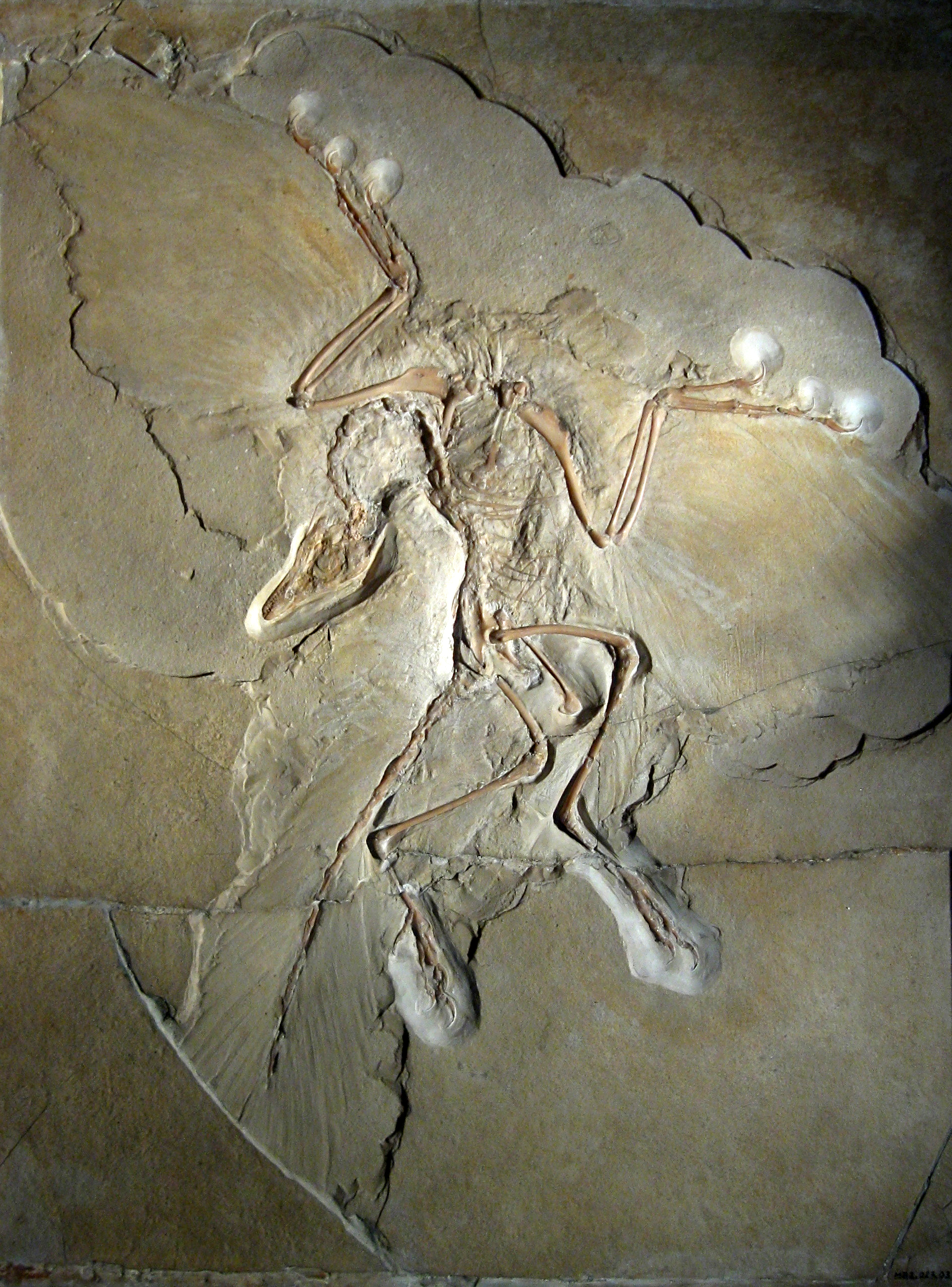
Archaeopteryx (Aves)
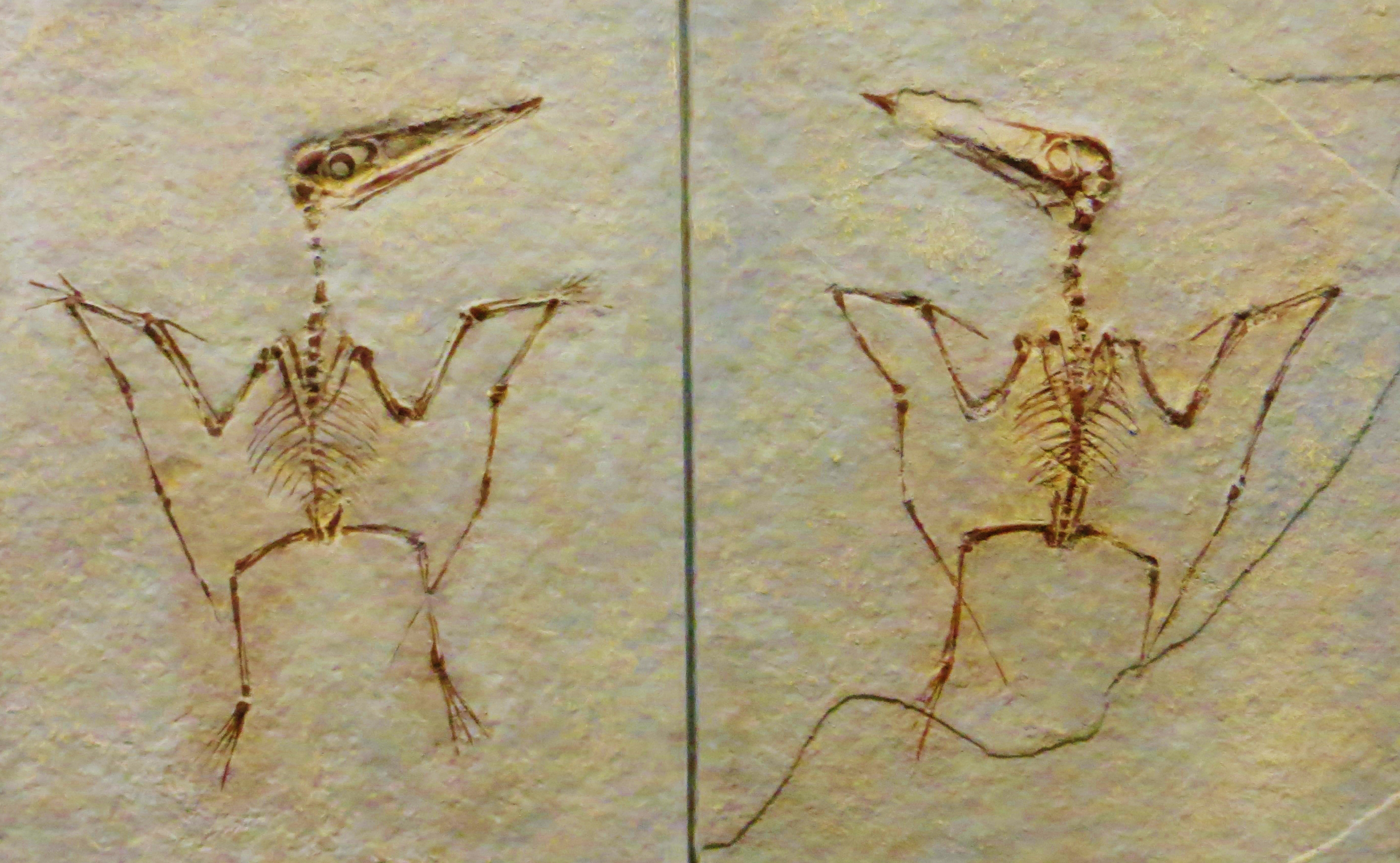
Pterodactylus spectabilis  (Pterosauria)
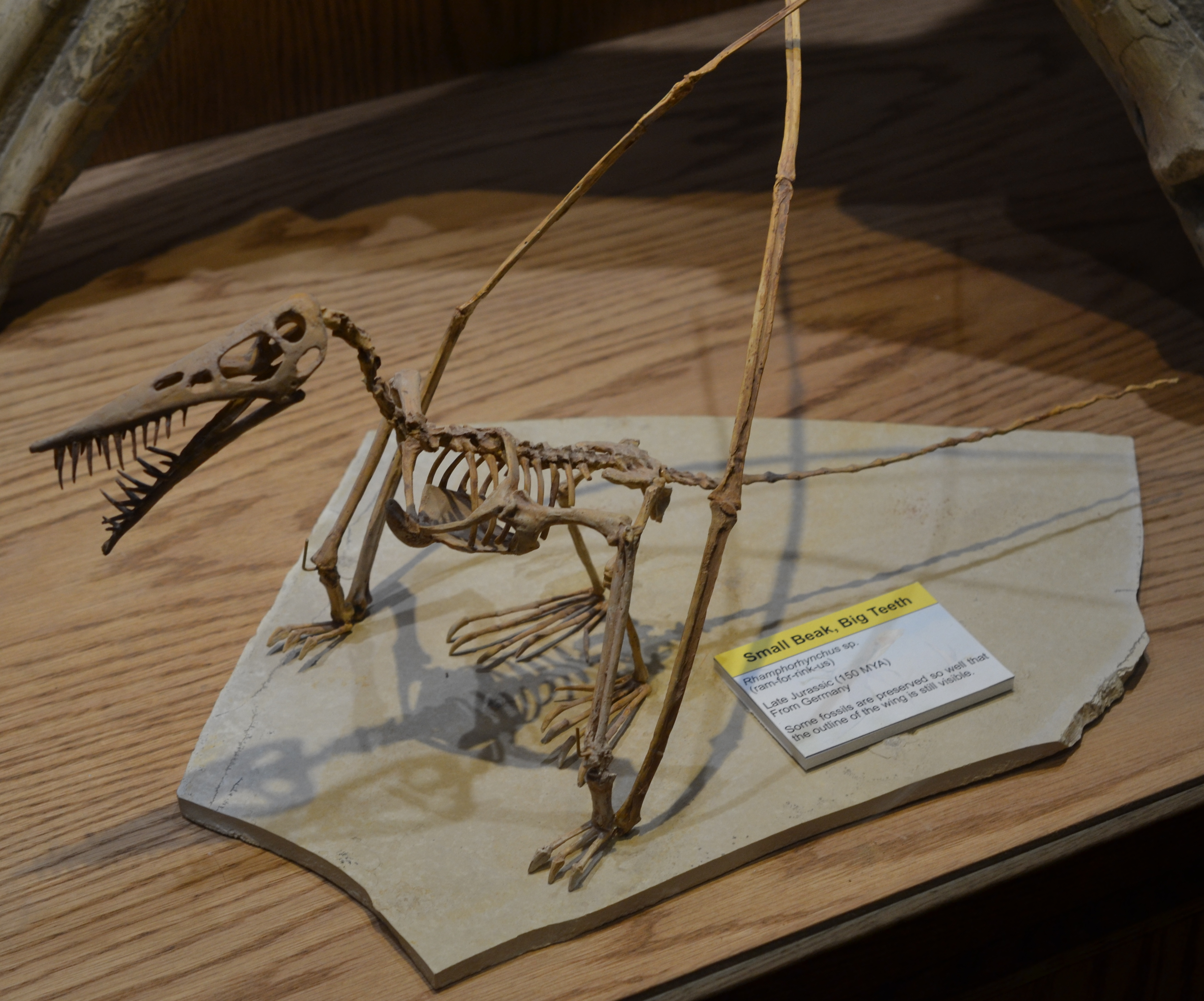
Rhamphorhynchus munsteri (Pterosauria)
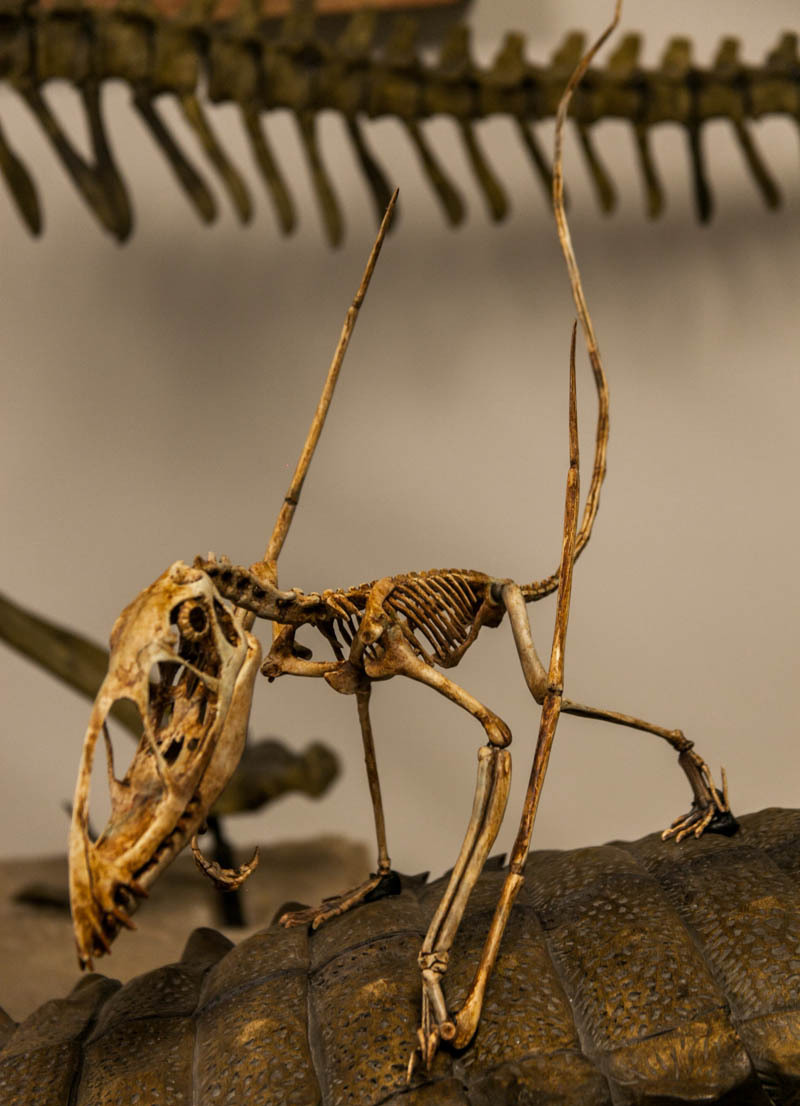
Dimorphodon (Pterosauria) una delle prime ricostruzioni dopo la scoperta del fossile (1864)
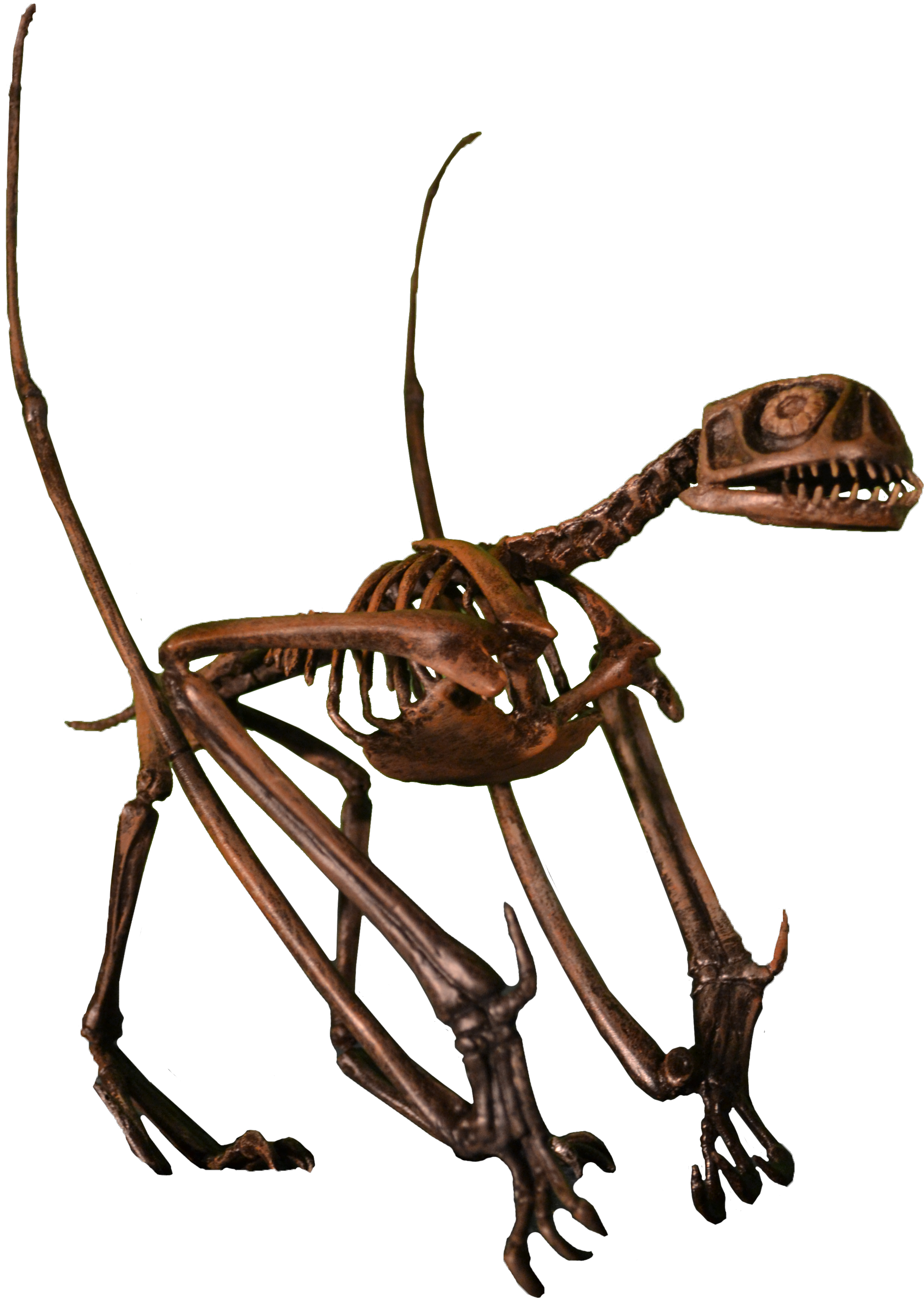
Jeholopterus (Pterosauria)

## Flora
Le aride e continentali condizioni caratteristiche del Triassico divennero moderate durante il periodo Giurassico, specialmente alle alte latitudini; il clima umido e molto caldo permise alla giungla di coprire gran parte del paesaggio. Le Conifere dominavano la flora, come nel Triassico; erano il gruppo più diversificato e rappresentavano la maggior parte dei grandi alberi. Le famiglie di conifere tuttora esistenti che si svilupparono durante il Giurassico includono: le Araucariaceae, Cephalotaxaceae, Pinaceae, Podocarpaceae, Taxaceae e le Taxodiaceae. La famiglia di conifere ora estinta delle Cheirolepidiaceae dominava la vegetazione Mesozoica alle basse latitudini, assieme alle Bennettitales, arbustive. Le Cycadophyta erano comuni, come le ginkgo e le felci albero nella foresta. Felci più piccole erano probabilmente le piante di sottobosco più diffuse. Le Caytoniacee furono un altro gruppo di piante di grande importanza in questo periodo e si pensa avessero dimensioni da arbustive ad alberi a basso fusto. Le piante simili alle Ginkgo erano particolarmente comuni alle latitudini centro-settentrionali (anche molto elevate). Nell'Emisfero sud, il podocarpus ebbe grande diffusione, mentre le Ginkgo e le Czekanowskiales erano rare. I fiori non esistevano.

## Cultura di massa
- Il nome del romanzo e del film Jurassic Park riferito al periodo Giurassico, è tale benché alcune creature che vi appaiono provengano dal periodo Cretaceo, come il Tyrannosaurus e il Triceratops.
- Esiste un gruppo hip hop chiamato Jurassic 5.
- Esiste un gioco dell'oca a carattere didattico intitolato "Jurassic", ideato dallo scrittore italiano Giordano Berti ed illustrato da Ulrich Roth.
- Il Museo di Tecnologia Giurassica (Museum of Jurassic Technology) è a Los Angeles, California.